# باكو
بَاكُو أو بَاغَة أو بَاكُويَة (/bəˈkuː, ˈbɑːkuː, ˈbækuː/؛ (بالأذرية: Bakı)، :IPA-az) هي عاصمة أذربيجان وأكبر مدنها، بل أكبر المدن الواقعة على ساحل بحر قزوين وفي كامل إقليم القوقاز. تقع المدينة على الشاطئ الجنوبي لشبه جزيرة أبشرون، وهي تتألَّف من قسمين رئيسيين: وسط البلد والمدينة القديمة المسوَّرة البالغة مساحتها 21.5 هكتارات. قُدِّرت جمهرة المنطقة الحضريَّة لباكو بما يزيد عن مليونيّ نسمة في سنة 2009م، وتشير الإحصاءات الرسميَّة إلى أنَّ 25% من كامل الأذربيجانيين يقطنون هذه المنطقة الحضريَّة دون غيرها من المناطق في البلد.
تُقسم باكو إلى أحد عشرة منطقة إداريَّة (رايون) و 48 ناحية. تضم هذه النواحي تلك التي أُنشئت على الجزر الواقعة في خليج باكو، وبلدة صخور النفط (بالأذربيجانيَّة: Neft Daşları) المُشيَّدة على ركائز اصطناعيَّة في بحر قزوين على بعد 60 كيلومتر (37 ميلًا) عن البرّ الرئيسي لِباكو. ضُمَّت المدينة القديمة بالإضافة إلى قصر الشروان شاه، أو الشروانشاهان، وقلعة العذراء، إلى قائمة مواقع التراث العالمي سنة 2000م. يُصنّف دليل الكوكب الوحيد (لونلي پلانت) باكو من ضمن أفضل عشرة مواقع في العالم يقصدها السوَّاح للتمتع بالحياة الليليَّة الصاخبة.
تُعتبر المدينة المركز العلمي والثقافي والصناعي لأذربيجان، وقد اتخذت الكثير من الشركات والمصانع والمؤسسات منها مركزًا لها، مثل شركة SOCAR، وهي من ضمن أقوى مائة شركة في العالم. وقد احتلَّت باكو هذه المكانة منذ القِدم وازدادت أهميَّتها كمركز اقتصادي إقليمي بعد أن تمَّ استخراج النفط فيها لأوَّل مرة في سنة 1847م، بالطرق الصناعية، وفي نهاية القرن التاسع عشر وبداية القرن العشرين، أصبحت أذربيجان من أكثر الدول إنتاجًا للنفط في العالم، حيث كان 50% من الإنتاج النفطي العالمي يُستخرج في باكو. من أبرز المرافق الاقتصاديَّة في المدينة: مرفأ باكو الدولي للتجارة البحريَّة، الذي يستقبل حوالي مليونيّ طن من البضائع سنويًا. استضافت باكو مسابقة يوروڤيجن للأغاني السابعة والخمسين سنة 2012م، كما يتوقَّع أن تستضيف دورة الألعاب الأوروبيَّة لسنة 2015.
باكو مدينةٌ متمازجة الثقافة، فهي من ناحية مدينة ذات طابع أوروبي غربي، ومن ناحية أخرى مدينة ذات طابع إسلامي شرقي، وأبرز ما يدل على ذلك هو طرز العمارة المتنوِّعة، فالمباني العائدة للعهد الروسي يطغى عليها الطراز الأوروبي، وتلك السابقة لهذا العهد يغلب عليها الطابع الإسلامي، فحارات المدينة القديمة المسوَّرة ضيِّقة تشبه حارات كثيرة ضيقة في مدن عربية وإسلامية شرقية، وقصورها مُزيَّنة ومزخرفة بالنقوش والآيات القرآنيَّة التي رُسمت بالخط العربي. عانى أهل المدينة، كما باقي سكَّان أذربيجان، من طمس الهويَّة الإسلاميَّة خلال العهد السوڤييتي، ويُشير البعض إلى أنَّ قسمًا من شباب المدينة بالذات يشهد صحوةً إسلاميَّة في الزمن الحالي بعد زوال الهيمنة الروسيَّة واستقلال أذربيجان. باكو مدينةٌ آخذة بالتطور والعمران منذ تولّي الرئيس إلهام علييڤ منصبه سنة 2003م، والبناء فيها عمودي غالبًا، ومسؤولي بلديَّة المدينة حريصون على إظهارها بمظهرٍ لائق جميل يُحاكي مظر مدن أوروبا الغربيَّة، وقد نجحوا في ذلك إلى حدٍ بعيد، حيث أصبحت معايير نظافة الشوارع وتنظيمها قريبة من المعايير المُطبَّقة في أوروبا.

## أصل التسمية

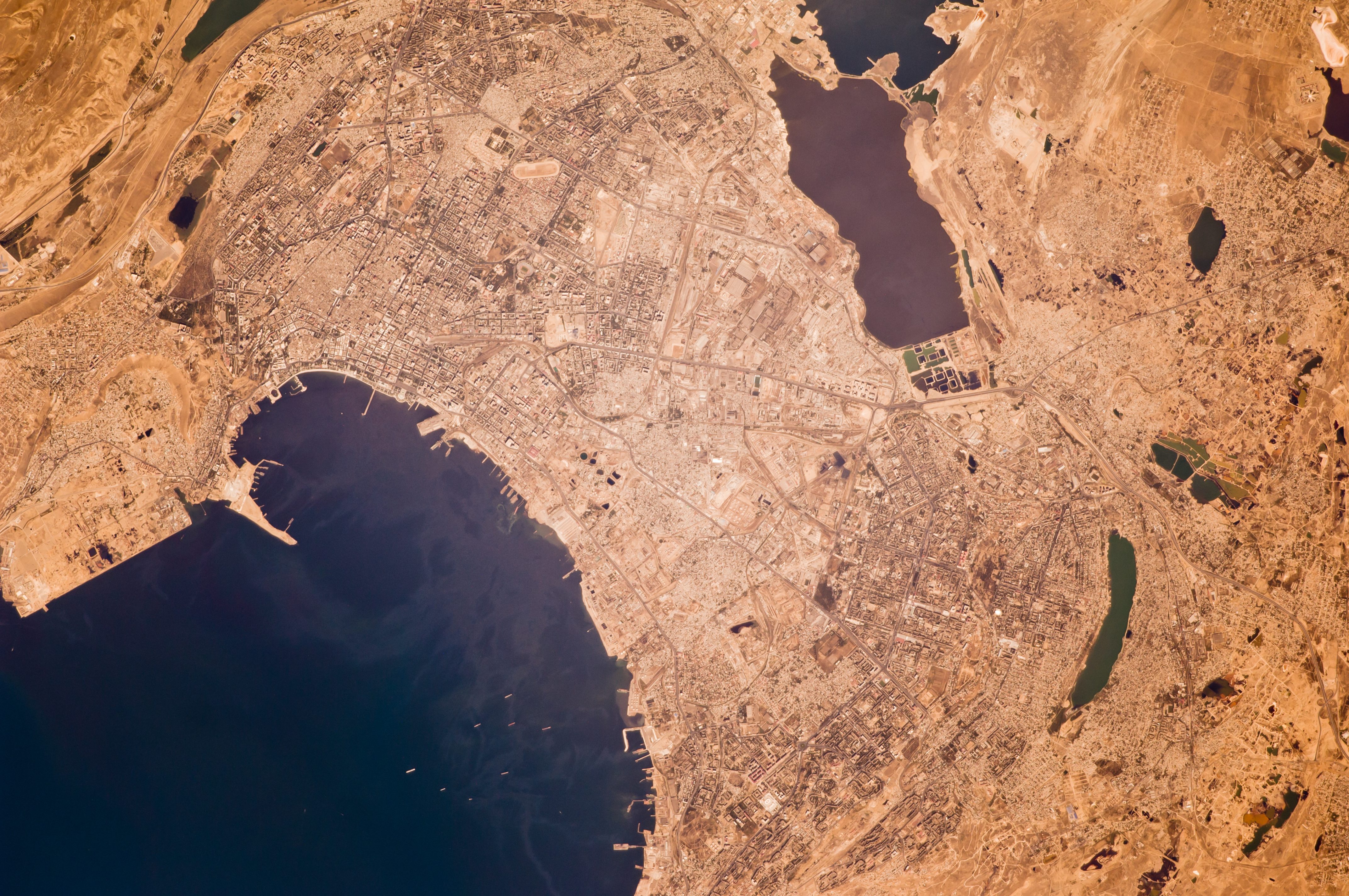
صورة فضائيَّة لِباكو، التقطت من محطَّة الفضاء الدوليَّة.

يُعتقد أنَّ الاسم «باكو» مُشتق من كلمة فارسيَّة قديمة هي «باد-كوبه»، وتعني «ريح منضربة» وبالتالي يُقصد بها «المدينة التي تضربها الرياح»، حيث أنَّ باد تعني ريح وكوبه مُشتقة من الفعل «كوبیدن» بمعنى «يضرب»، وبهذا فإنَّ الاسم يُشير إلى موقع الرياح العاتية على ساحل بحر قزوين. ويبدو أنَّ هذا أصل التسمية هذا هو الأرجح، إذ أنَّ باكو تشتهر بعواصفها الثلجيَّة العنيفة ورياحها العاتية. يُعتقد أيضًا أنَّ اسم المدينة مشتقٌ من «باغ كوه» أو «بغكوه»، بمعنى «جبل الله»، حيث أنَّ باغ وكوه بالفارسيَّة القديمة تعنيان «إله» أو «رب» و«جبل» على التوالي. يُلاحظ كذلك بعض الشبه بين تسمية «بغكوه» و«بغداد» (هبة الله) حيث أنَّ كلمة داد هي الكلمة الفارسيَّة القديمة التي تعني «يهب» أو «يُعطي». ذُكِرت باكو في المصادر العربيَّة بأسماء عديدة، منها: باكو، وباكوخ، وباكويا، وباكوية، وبادكوبا، ويظهر أنَّ كل هذه الأسماء مشتقَّة من الفارسيَّة. قيل: «باكو مدينة في روسيا مما أخذته من مملكة إيران أكثر أهلها شيعة وبها النفط». وجاء في كتاب معجم البلدان للمؤرخ ياقوت الحموي: «باكويه: بضمّ الكاف وسكون الواو وياءٍ مفتوحة. بلدٌ من نواحي الدربند من نواحي الشروان فيه عين نفط عظيمة تبلغ قبالتها في كل يوم ألف درهم، وإلى جانبها عين أخرى تسيل بنفط أبيض كدهن الزيبق لا تنقطع ليلاً ولا نهاراً تبلغ قبالتها مثل الأولى، وحدثني من أثق به من التجار أنه رأى هناك أرضاً لا تزال تضطّرم ناراً، وأحسب أن ناراً سقطت فيه من بعض الناس فهي لا تنطفئ لأن مادتها معدنية».
عَرَضَ العديد من اللغويين أصولًا محتملة لاسم مدينة باكو تختلف عن تلك سالفة الذِكر، فقال ل. جـ. لوپاتنسكي وعلي حسين زاده أنَّ باكو كلمة مُشتقَّة من التركيَّة القديمة وتعني «تلَّة». يؤكد كيروپيه پاتكانوڤ، الأستاذ المختص بالتاريخ القوقازي، أنَّ هذا الاسم يعني تلَّة، لكنه يرجع أصله إلى اللغة اللَّكيَّة. تنص الموسوعة الإسلاميَّة التركيَّة أنَّ كلمة باكو مُشتقة من الكلمتين باي-كيوي، بمعنى «المدينة الرئيسيِّة». من النظريات الأخرى نظريَّة تقول أنَّ الاسم مُشتق من الاسم الألباني القوقازي القديم للمدينة، وهو «باگوان».

## التاريخ

### ما قبل التاريخ

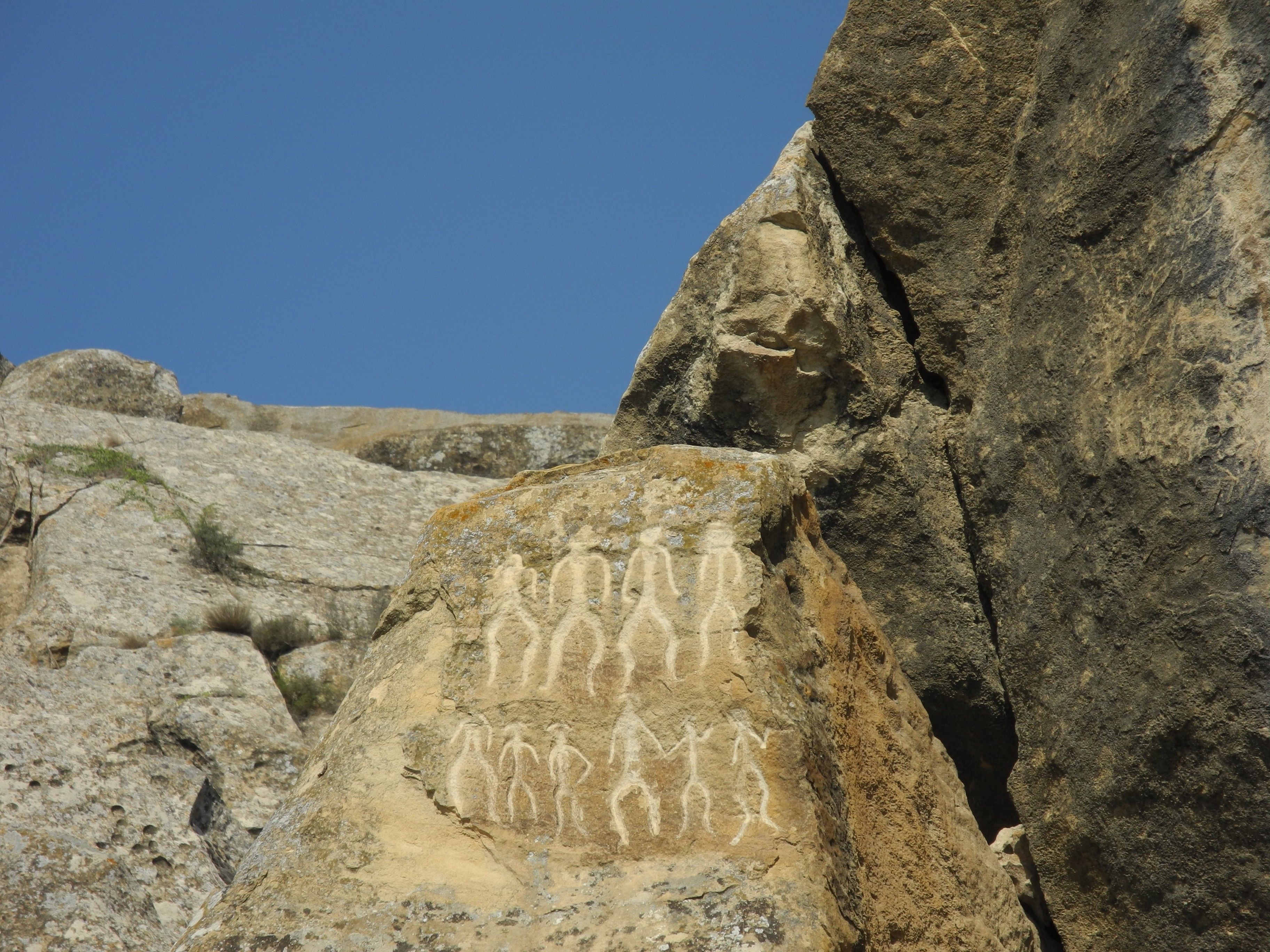
نقوش لهيئات بشريَّة قبتاريخيَّة خارج حدود باكو الإداريَّة.

أظهرت الدراسات أنَّ منطقة آبشوران بما فيها مدينة باكو المعاصرة كانت عِبارة عن سڤناء مأهولة بالحياة البريَّة الحيوانيَّة والنباتيَّة منذ حوالي 100,000 سنة، وأنَّ أقدم استيطان بشري للمنطقة يرجع إلى العصر الحجري. كما عُثر على رسومات ومنحوتاتٍ صخريَّة بالقرب من منطقة بايلي، ومنحوتة برونزيَّة على شكل سمكة صغيرة داخل المدينة القديمة، وتبيَّن بعد فحصها أنها تعود للعصر البرونزي. أدَّت هذه الاكتشافات إلى ولادة نظريَّة تقول بأنَّ البشر استوطنوا المدينة الحاليَّة منذ العصر سالف الذِكر. بالإضافة إلى ذلك، عُثر في ناحية نارداران على مرصدٍ فلكيّ قديم رُسمت على جدرانه الصخريَّة صورًا للشمس وعدد من الكواكب والنجوم. أظهرت حفريَّات أخرى بداخل المدينة وحولها وجود مستعمراتٍ بشريَّة عديدة ومعابد وثنيَّة وتماثيل وتحف متنوِّعة تعود للبشر الأوائل الذين قدموا المنطقة.

### العصور القديمة
خلال القرن الأوَّل الميلادي جرَّد الرومان حملتان عسكريَّتان لفتح القوقاز، فبلغت جيوشهم باكو، وتمكنت من ضم كافَّة المنطقة إلى الإمبراطوريَّة الرومانيَّة، وكانت تلك أوَّل مرَّة تُذكر فيها المدينة في أي سجل مكتوب. وقد عُثر في قبوستان، على مقربة من باكو، على نقوشٍ رومانيَّة تعود للفترة الممتدة بين عاميّ 84 و96م، ومن أبرز معالم هذه الفترة الباقية: قرية «رامانة» الواقعة في ناحية صابونچو في باكو. عُرِفت باكو خلال وقتٍ لاحق باسم «ألبانة»، ويقول بعض المؤرخين أنَّ باكو عُرفت باسم «ألبانوپولس» خلال العهد الروماني عندما أنشأت محافظة ألبانيا القوقازيَّة. تنص الأعراف والتقاليد المسيحيَّة المحليَّة أنَّ القدّيس والرسول برثولماوس استشهد أسفل برج العذراء داخل المدينة القديمة خلال هذه الفترة، وتؤكد الوثائق التاريخيَّة أنَّ كنيسة شُيِّدت حينها على أنقاض معبد «أرطا» الوثني.
خلال القرن الخامس الميلادي، ذَكر المؤرِّخ الإغريقي پيرسيكوس الپانيوني الشعلات الباكويَّة الشهيرة لأوَّل مرَّة، فقال: «من الصخور المُجاورة للبحر ينبعثُ اللهب». وبفضل هذه النيران المشتعلة، استحالت باكو مركزًا دينيًا مهمًا في المجوسيَّة (الزرادشتيَّة)، لدرجة أنَّ الشاه الفارسي الساساني أردشير الأوَّل أعطى أوامره بإبقاء شعلة نار مُضاءة للإله أهورامزدا في جميع معابد المدينة على الدوام، وذلك بعد انتقال الهيمنة على القوقاز من الرومان إلى الفرس، بعد انقسام الإمبراطوريَّة الرومانيَّة إلى قسمين: غربي وشرقي.

### العصور الوسطى
تمكن المسلمون من فتح باكو وكامل أذربيجان بعد أن هزموا الفرس في عدَّة وقعات، وكان الفتح الإسلامي لباكو في عهد الخليفة الراشد الثاني عمر بن الخطَّاب الذي أرسل حُذيفة بن اليمان إلى تلك الأصقاع لإتمام فتحها. يقول ياقوت الحموي في كتاب مُعجم البُلدان: «وحَــدُّ أَذربيجــان من بَرْذَعَة مشرقًا إلى أرزنجان مغربًا، ويتصل حدُّها من جهة الشمال ببلاد الديلم والجيــل والطَّرْم، وهو إقليم واسع. ومن مشهور مدائنها: تبريز، وهي اليوم قصبتها وأكبر مُدُنِها، وكانت قصبتها قديماً المَراغة، ومن مدنها خُوَيّ، وسَلمَاس، وأُرمية، وأرْدَبيل، ومَرَند، وغير ذلك. وهو صُقع جليل، ومملكة عظيمة، الغالب عليها الجبال. وقد فُتحت أولاً في أيام عمر بن الخطّاب، وكان عمر قد أنفذ المغيرة بن شُعـبـة الثَّقفي واليًا على الكوفة، ومعه كتابٌ إلى حُذيفة بن اليمان، بولاية أَذربيجان، فورد الكتاب على حذيفة وهو بنهاوند، فسار منها إلى أَذربيجان في جيش كثيف، حتى أتى أردبـيـل، وهي يومـئــذ مدينة أذربيجان. فقاتلوا المسلمين قتالاً شديداً أيامًا. ثم إن المرزبان صالَحَ حذيفة على جميع أذربيجان، على ثمانمائة ألف درهم وزن». اعتنقت الأغلبيَّة الساحقة من سكَّان باكو الإسلام بعد تمام الفتح، وسكنتها قبائل عربيَّة مختلفة، غير أنَّ أهلها الأصليين لم يتعرَّبوا وبقوا على قوميتهم، وبعد فترة من الزمن اقتبس العرب الذين جاؤوا المدينة فاتحين القوميَّة الفارسيَّة، وأبرزهم أجداد سلالة الشروانشاهانيين الحاكمة.

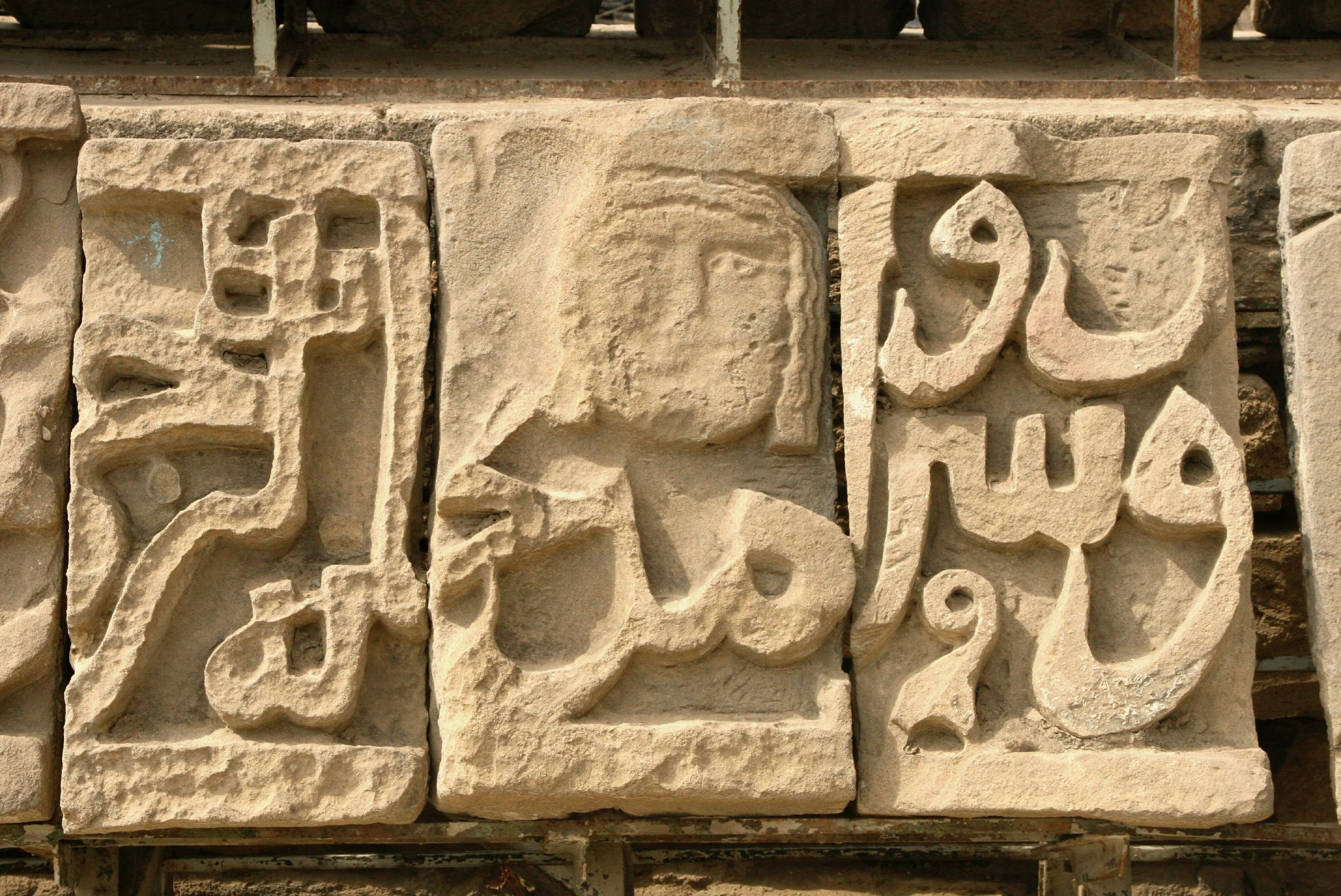
نقوش عربيَّة على إحدى جدران قصر الشروانشاهانيين العائد للقرون الوسطى.

إنَّ المصادر حول تاريخ باكو القروسطي السابق للقرن العاشر الميلادي قليلةٌ للغاية، حتى أنها تكاد تكون معدومة. وأقدم أثرٍ أتى على ذِكر المدينة في تلك الفترة هي قطعة نقود معدنيَّة عبَّاسيَّة تعود للقرن الثامن. خلال تلك الفترة كانت باكو تُشكل جزءًا لا يتجزّأ من إقليم شروان التابع للدولة العبَّاسيَّة، وبعد وفاة الخليفة أبو الفضل جعفر المتوكل على الله قامت دولة الشروانشاهانيين المستقلَّة ذاتيًا في المنطقة، وسيطرت على المدينة. تعرَّضت باكو طيلة تلك الفترة لغزوات قبائل الخزر التركيَّة، وبدايةً من القرن العاشر أخذت تتعرض لغزوات الروس الكيڤيين بين الحين والآخر. وفي عام 1170م، شاد الشروان شاه أخستان الأوَّل ترسانةً بحريَّة في باكو بنى بواسطتها أسطولًا ضخمًا صدَّ بواسطته هجومًا روسيًا عظيمًا. أصبحت باكو عاصمة الشروانشاهانيين في سنة 1191م بعد أن دمَّر زلزالٌ كبير مدينة شماخي، العاصمة القديمة للدولة، وأنشأت فيها المصالح الرئيسيَّة، مثل دار السك.
أُنشأت الكثير من الحصون داخل المدينة وحولها طيلة الفترة الممتدة من القرن الثاني عشر حتى القرن الرابع عشر، نظرًا لكون هذه الفترة من أكثر عصور العالم الإسلامي اضطرابًا، فقد نشبت خلالها الحروب الصليبيَّة ووقع الغزو المغولي للبلاد الإسلاميَّة بما فيها القوقاز. فقد شُيّد برج العذراء، وقلعة رامانة، وقلعة نارداران، كما أعيد تشييد ماهو مهدَّم أو متساقط من أسوار المدينة، وتدعيم ما بقي صامدًا. على الرغم من ذلك، تمكن القائد المغولي هولاكو خان من احتلال باكو خلال الحملة المغوليَّة الثالثة على أذربيجان (1231–1239م)، وبعد أن استتب الأمر للمغول في بلاد فارس، جعلوا من باكو المقر الشتوي للإلخانية. ازدهرت المدينة خلال القرن الرابع عشر تحت حكم الإلخان محمد خدابنده أولجايتو الذي أزاح عبء الضرائب وخففه عن كاهل المواطنين، فظهر شاعرٌ من باكو هو ناصر الباكوي أنشد الإلخان قصيدة مادحًا إيَّاه، وكانت تلك إحدى أوَّل القصائد التي كُتبت باللغة الأذربيجانيَّة. عانت باكو خلال القرن الرابع عشر من ارتفاع مستوى بحر قزوين، مما أدّى إلى غرق قلعة سبايل الشهيرة، وظهرت في المدينة عدَّة أساطير تتحدث عن المدن الغارقة، مثل قصة «شهر يونان» أي مدينة اليونانيين. زار الرحَّآلة البندقي ماركو پولو المدينة خلال رحلته إلى الشرق الأقصى، وذَكَرَ تعامل أهلها بالتجارة مع باقي بلاد الشرق الأدنى ومع تجَّار البندقيَّة وجنوة والقبيلة الذهبيَّة ودوقيَّة موسكو.

### العصور الحديثة

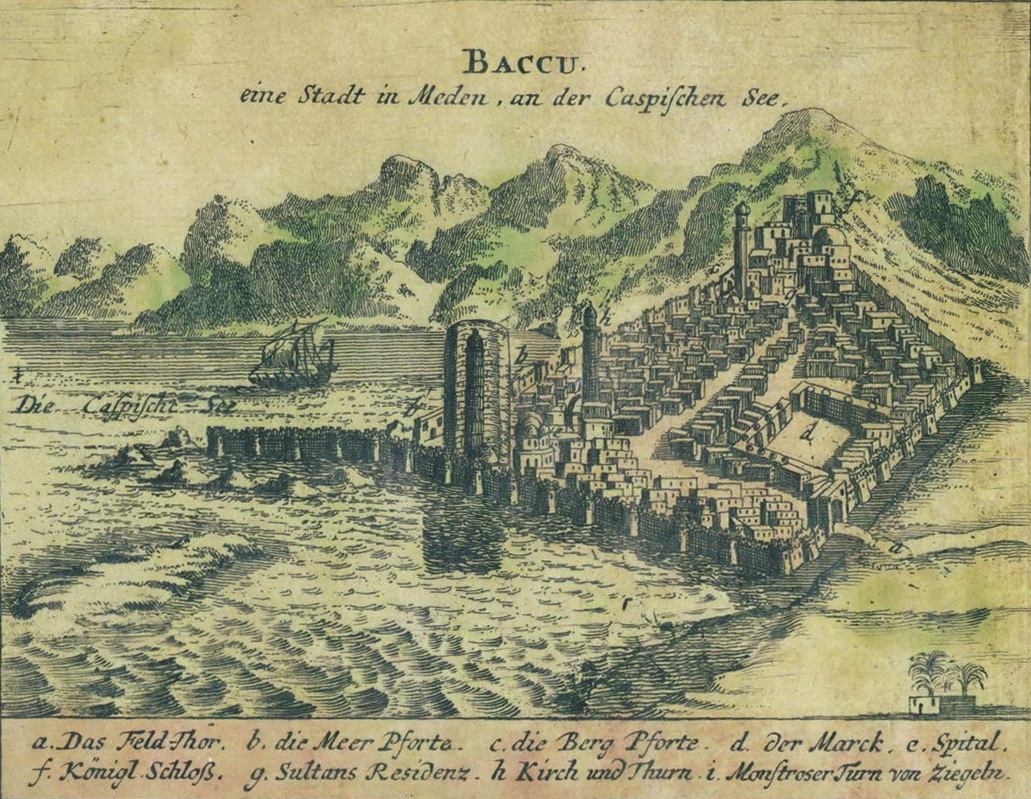
رسم لمدينة باكو من سنة 1683م.

عام 1501م ضرب الشاه إسماعيل بن حيدر الصفوي الحصار على باكو أثناء حملته على ولاية شروان بهدف ضمّها إلى ممتلكاته والانتقام من حاكم شروان الذي قتل والده الشاه حيدر. وخلال هذا الوقت كانت باكو مسوَّرة بالكامل من ناحية البر، واشتهرت أسوارها بسماكتها وبصعوبة اختراقها، أمَّا من ناحية البحر فكان السور قد تداعى وتساقط بفعل ارتطام الأمواج على مدى عقود. كذلك كان أهل المدينة قد حفروا خندقًا عريضًا يحول بينهم وبين الغزاة. أمام هذا الواقع أمر الشاه إسماعيل جنوده بثقب الجدران بالإزميل وبالحفر أسفلها حتى تتضعضع أساساتها، فتمكنوا خلال فترة من اقتحام المدينة والسيطرة عليها. وأمر الشاه بذبح عدد عظيم من سكَّان المدينة، وأجبر الباقين على اعتناق المذهب الشيعي الإثنا عشري.
وفي عام 1538م، تمكن الشاه طهماسب الأوَّل بن إسماعيل من إنهاء حكم الشروانشاهانيين، لتخضع المدينة للصفويين بالكامل بحلول عام 1540م. خلال الفترة الممتدة بين عاميّ 1568 و1574م قَدِمت ستَّة بعثات إنگليزيَّة إلى باكو، وقد وصف إنگليزيَّان هما طوماس بانيستر وجيفري داكيت المدينة، فتحدثا عن آبار النفط وكيف كان السكَّان يستخدمونه لإنارة منازلهم. عام 1604م تمكن الشاه عبَّاس الأوَّل من تدمير حصن باكو ودكّه كليًا.

#### العهد الروسي

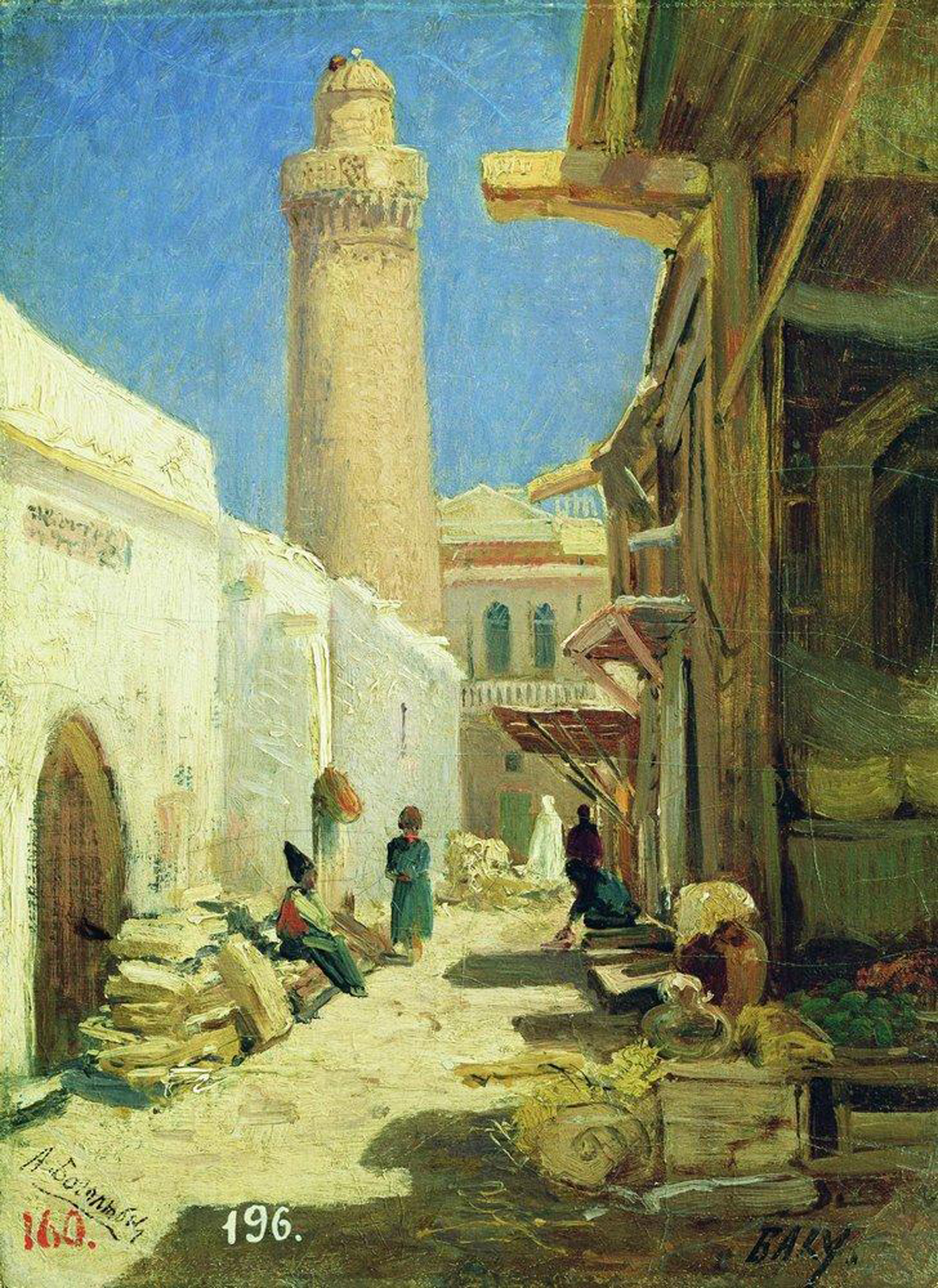
باكو سنة 1861م.

بتاريخ 26 يونيو سنة 1723م استسلمت باكو وفتحت أبوابها للجيوش الروسيَّة بعد حصارٍ طويل وقصفٍ مدفعيّ عنيف. أصدر القيصر الروسي بطرس الأكبر مرسومًا أمر فيه ببقاء فوجين عسكريين بكامل رجالهما (2,382 جندي) وأسلحتهما في المدينة تحت قيادة الأمير «برياتيانسكي» للحيلولة دون عودة المسلمين إليها، سواء كانوا إيرانيين أم عثمانيين. عام 1795م، استُخلصت المدينة من أيدي الروس بواسطة الآغا محمد خان قاجار، الذي هدف إلى الحد من طموح روسيا القيصريَّة بالتوسع في جنوب القوقاز، غير أنَّ هدفه لم يُكتب له أن يتحقق، ففي ربيع سنة 1796م، أمرت القيصرة كاثرين الثانية الكبيرة القائد زوبوڤ بالتحرّك على رأس جيشٍ عظيم إلى القوقاز لضمّه إلى الممالك الروسيَّة. استسلمت باكو أمام الموجة العسكريَّة الأولى التي بلغ تعداد أفرادها 6,000 نفر، وفي 13 يوليو من نفس العام وصل أسطول صغير إلى خليج المدينة ونزلت منه حامية عسكريَّة سرعان ما تمركزت وهيمنت على مختلف أنحاء باكو. عُيِّنَ الفريق أوَّل پاول سيسيانوڤ حاكمًا على المدينة من قبل الحكومة الروسيَّة، لكن سرعان ما أمره القيصر بولس الأوَّل بالعدول عن الحملة ومغادرة المدينة فورًا، فنفَّذ ما أُمر به، وفي مارس 1797م غادر آخر الجنود الروس المدينة. بعد اغتيال القيصر بولس الأوَّل، تولّى عرش القيصريَّة ولده إسكندر الذي عاود الاهتمام بفكرة احتلال باكو. حاول الروس السيطرة على المدينة هذه المرَّة بأسلوب دبلوماسي غير مُباشر، فتوصَّل الفريق أوَّل سيسيانوڤ إلى تسوية مع خاقان باكو بشأن وضع المدينة سنة 1803م، واتُفق على تسليمها سلمًا إلى الروس، لكن التسوية سُرعان ما أُلغيت بعد أن قام الخاقان حسين أوغلو الباكوي بطعن سيسيانوڤ حتى الموت عندما اقترب منه ليسلّمه مفاتيح المدينة بتاريخ 8 فبراير 1806م، فتأخَّر سقوط باكو بيد روسيا حوالي سنة. عاود الروس الكرَّة على المدينة في شهر أكتوبر من نفس العام فتمكنوا من دخولها، وفي سنة 1813م وقَّع الروس والفرس معاهدة گلستان التي تنازلت بمقتضاها الدولة القاجاريَّة عن باكو وأغلب القوقاز لصالح الإمبراطوريَّة الروسيَّة.

#### الطفرة النفطيَّة

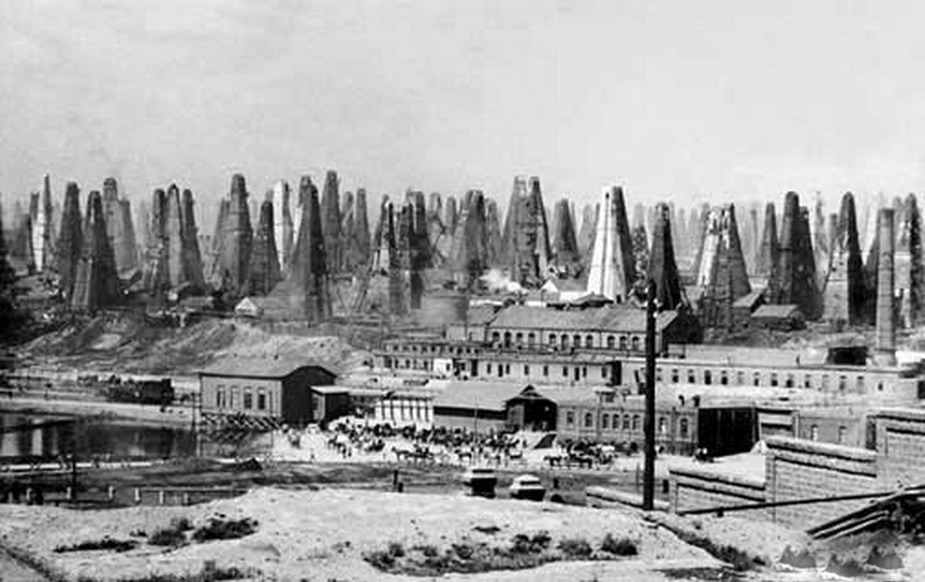
آبار برانوبل النفطيَّة في ضاحية بلخاني، إحدى ضواحي باكو، في أواخر القرن التاسع عشر.

كتب البروفيسور أ. ڤ. ويليامز جاكسون الأستاذ في جامعة كولومبيا، في مؤلَّفه من عام 1911م حامل عنوان «من القسطنطينيَّة إلى بلاد عمر الخيَّام» (بالإنگليزيَّة: From Constantinople to the Home of Omar Khayyam) فقراتٍ تحدث بها عن المدينة ونفطها، فقال: «باكو مدينةٌ قائمة على النفط، فشعلات لهبها غير المنطفئة تدين ببقائها وانحفاظها وازدهارها لذلك الزيت... تُنتج باكو حاليًا خُمس النفط المُستخدم في العالم، ويُعد إنتاجها الأعلى بين إنتاج جميع المدن والمُقاطعات حيث ينبع النفط. لا ريب في أنَّ هذا ما نصَّت عليه المخطوطات القديمة: "فجَّرت لي الصخور ينابيع من زيت". النفط موجود في كل مكان: في الهواء الذي يستنشقه المرء، وفي منخريه، وفي عينيه، وفي مياه استحمامه (على أنَّها لا تظهر في مياه الشُرب، فهذه يُحضرها السكَّان من ينابيع معدنيَّة بعيدة)، بل حتّى في الملابس الكتَّانيَّة. هذا هو الانطباع الذي يبقى في ذهنك عن باكو، وهو يصح أيضًا عند الحديث عن ضواحيها».
أوَّل الآبار النفطيَّة التي حُفرت آليًا في أذربيجان كان بئرًا في ضاحية بي بي هيبة، وكان ذلك في سنة 1846م، على أنَّ كثيرًا من الآبار الأخرى التي حُفرت يدويًا سبقته بسنوات. شرع المهندسون بالتنقيب عن آبار النفط على نطاقٍ واسع منذ عام 1872م، عندما أقامت السلطات الروسيَّة المعنيَّة مزادًا علنيًا لبيع الأراضي الغنيَّة بالنفط حول باكو إلى الشركات الاستثماريَّة الخاصَّة. وخلال فترة قصيرة من الزمن شرعت الشركات السويسريَّة والأمريكيَّة والبريطانيَّة والفرنسيَّة والبلجيكيَّة والسويديَّة بالظهور في المدينة، وقد تجمَّعت أغلب هذه الشركات في قصر عُرف باسم «قصر النفط» (باللاتينية: Villa Petrolea) أو «دارة النفط». من بين أبرز الشركات التي ظهرت على الملأ في المدينة: شركات تابعة للأخوين نوبل، وأسرتيّ شو، وروثتشايلد. بعد ازدياد عدد الآبار المُكتشفة، أُنشِأ حزامًا صناعيًا بالقرب من باكو عُرف باسم «المدينة السوداء» تضمن الكثير من المصانع والشركات العاملة باستخراج وتصنيع النفط. مع بداية القرن العشرين، كان نصف نفط العالم تقريبًا يُستخرج من آبار باكو، وأصبحت المدينة أغزر مدن الإمبراطوريَّة الروسيَّة إنتاجًا للنفط، وبعد حوالي عشر سنوات حلَّت في المقام الأوَّل عالميًا، متفوقةً بذلك على الولايات المتحدة نفسها.

### القرن العشرين والفترة المُعاصرة

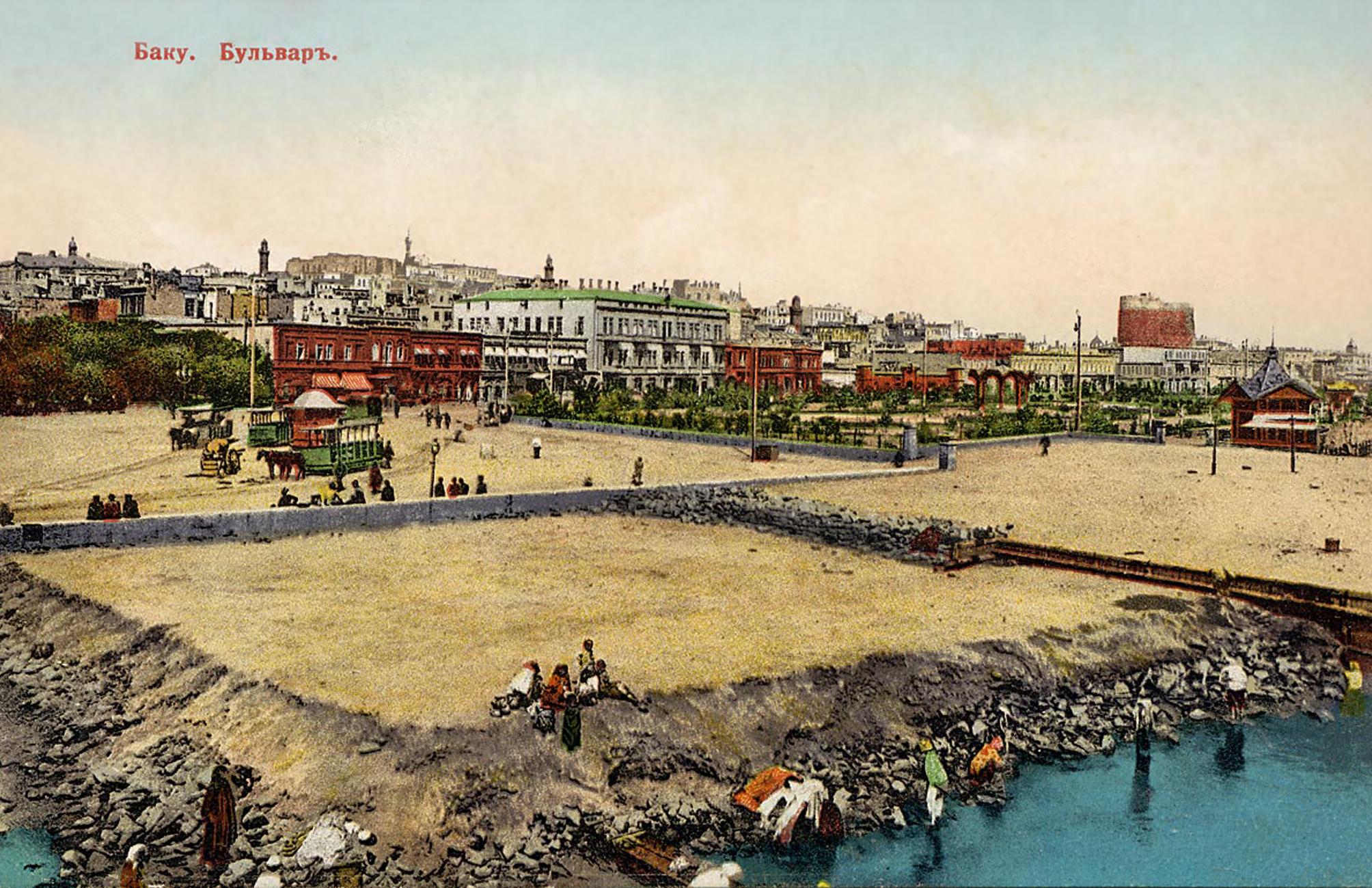
باكو في أوائل القرن العشرين.

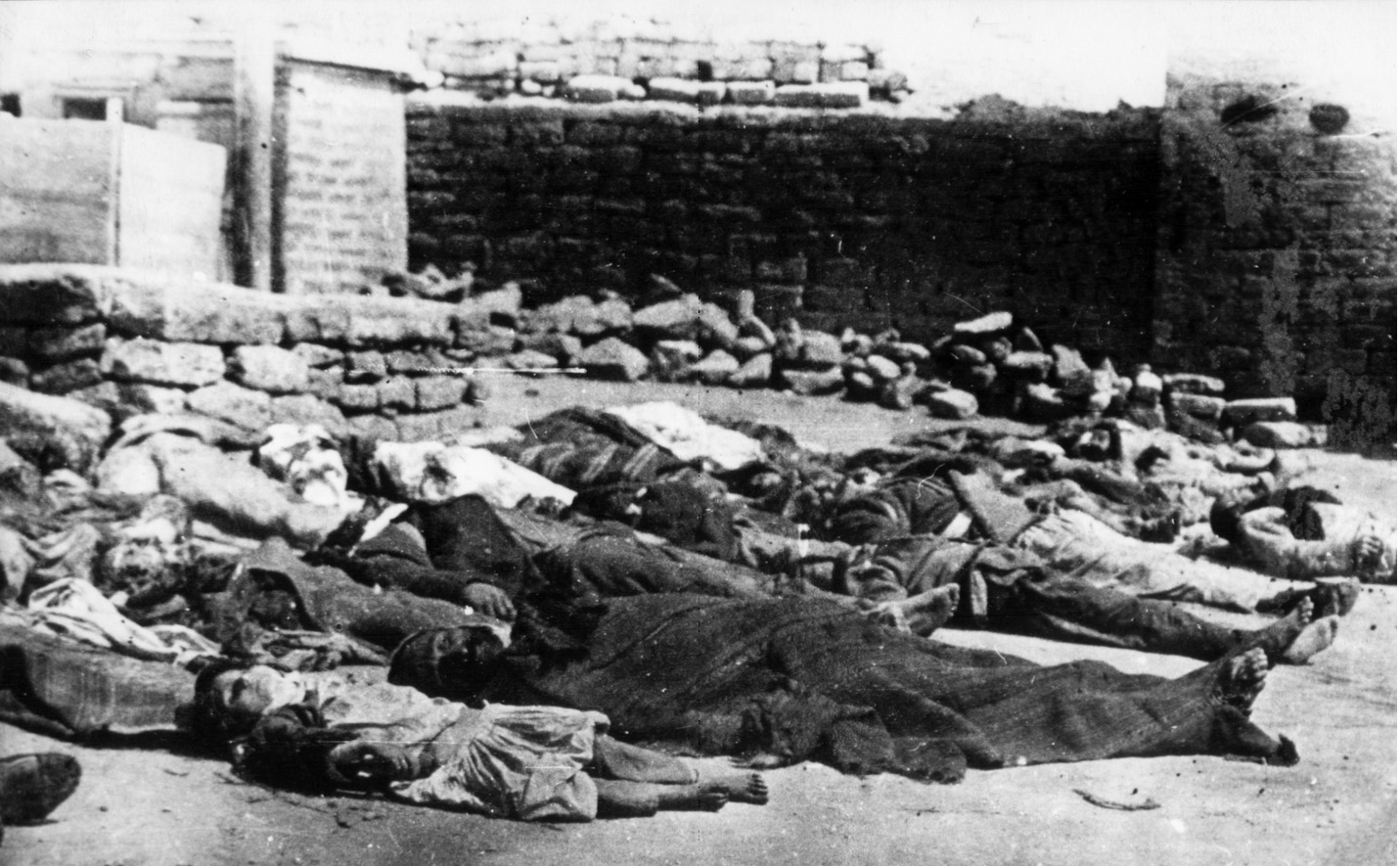
قتلى آذار سقطوا على يد البلاشفة والطاشناق.

بعد قيام الثورة البلشفيَّة في شهر أكتوبر من عام 1917م، وفي خضام الفوضى الناجمة عن الحرب العالميَّة الأولى وتفتت الإمبراطوريَّة الروسيَّة، خضعت باكو لسيطرة المفوَّضيَّة الباكويَّة بقيادة البلشفي المُخضرم أرمنيّ الأصل أسطفان شاهوميان. سعى البلاشفة إلى الاستفادة من الصراعات العرقيَّة الدائرة في البلاد، فأحدثوا معاركًا قتاليَّة وأعمالًا حربيَّة داخل المدينة وفي باقي أنحاء أذربيجان وتغاضوا عنها. تواجه البلاشفة والطاشناق مع مجموعات إسلاميَّة مسلَّحة خلال محاولتهم الهيمنة على شوارع باكو وفرض الشيوعيَّة على البلاد، فوقعت عدَّة أعمال عنف طيلة شهر مارس وحتى أوئل شهر أبريل تكبَّد خلالها الإسلاميّون خسائر فادحة وقُتل منهم الكثيرين فيما اصطُلح على تسميته «بأيَّام مارس» أو «أحداث مارس» أو «مجازر مارس» (بالأذربيجانيَّة: Mart soyqırımı أو Mart Hadisələri)، وقد أصيب الإسلاميّون بكارثة كبرى خلال هذه الأحداث، فقد لاحق الطاشناق العديد ممن لم يُقتلوا وقبضوا عليهم وذبحوهم، كما أُحرق العديد من المساجد، وبلغ عدد القتلى من الإسلاميين والمدنيين الذين لم يتدخلوا في القتال حوالي 12,000 شخص. يوم 28 مايو سنة 1918م أعلنت العصبة الأذربيجانيَّة من مدينة گنجة بالجمهوريَّة القوقازيَّة الديمقراطيَّة الاتحاديَّة استقلالها تحت اسم «جمهوريَّة أذربيجان الديمقراطيَّة». بعد ذلك بفترة قصيرة، شرعت القوى المسلَّحة الأذربيجانيَّة تتحرَّك باتجاه باكو للسيطرة عليها، مدعومةً من جيش الإسلام العثماني بقيادة المير لواء نوري باشا، وسرعان ما تمكنت هذه القوى العسكريَّة من فرض هيمنتها على المدينة والإطاحة بكل القوى الأخرى المهيمنة عليها من بلشفيَّة وثوريَّة اشتراكيَّة وطاشناقيَّة ومنشڤيكيَّة، وحتى بريطانيَّة، بقيادة الفريق أوَّل ليونيل دانسترڤيل يوم 15 سبتمبر 1918 م. انتقم الأذربيجانيّون من الأرمن الذين ارتكبوا المجازر خلال أحداث مارس، فقتلوا الآلاف منهم وطردوا عددًا آخرًا من المدينة. بعد انتهاء تلك الأحداث، استحالت باكو عاصمة جمهوريَّة أذربيجان الديمقراطيَّة، واستمرَّت كذلك حتى 28 أبريل 1920م، عندما اجتاح الجيش الأحمر الحادي عشر المدينة وأعاد تنصيب البلاشفة حكّامًا، فأصبحت باكو عاصمة جمهوريَّة أذربيجان السوڤيتيَّة الاشتراكيَّة.

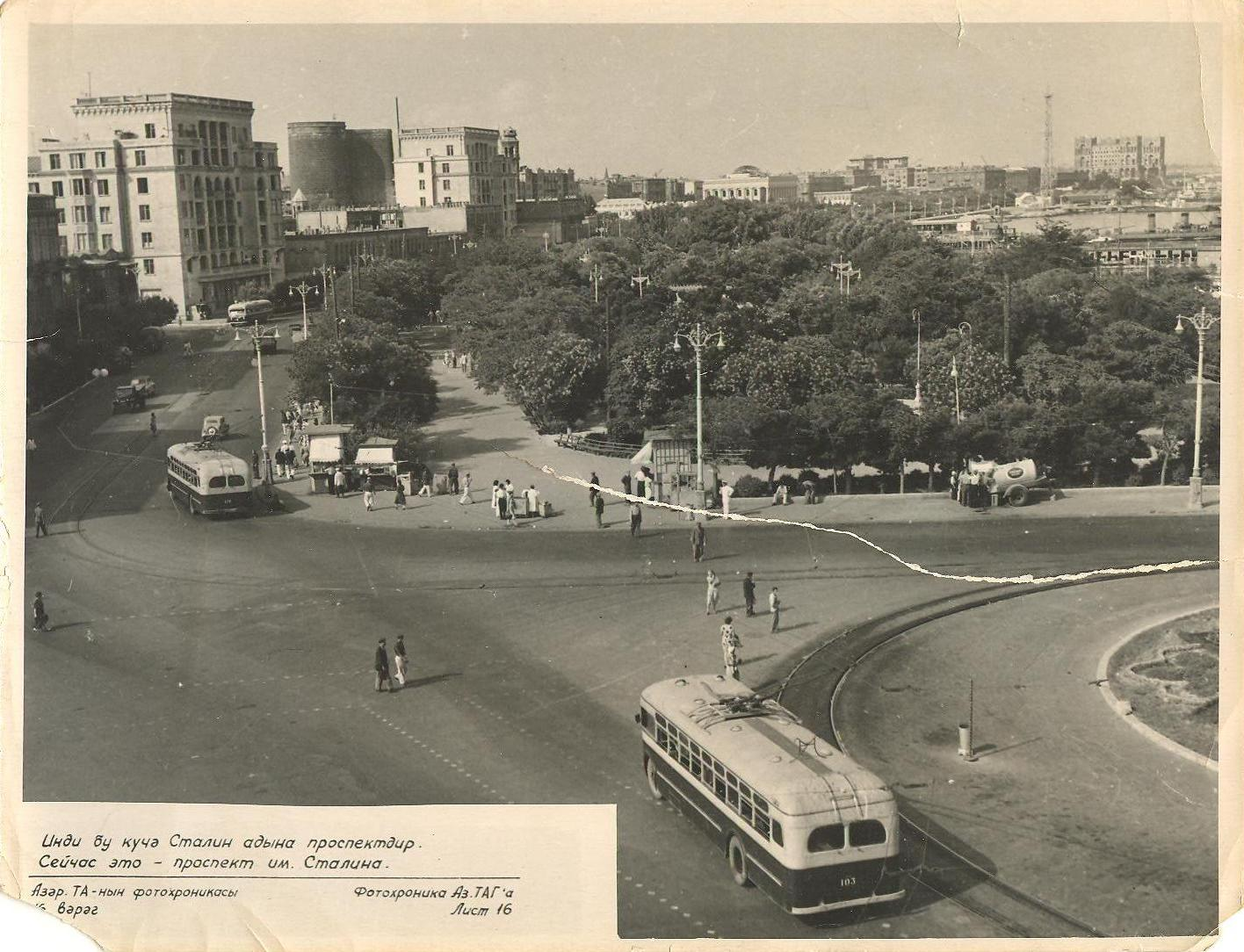
باكو خلال عقد الستينيَّات من القرن العشرين.

مع تولّي النازيّين مقاليد الحكم في ألمانيا وبداية الحرب العالميَّة الثانية، استقطبت باكو انتباه القائد الألماني أدولف هتلر لغناها بالنفط ولموقعها الإستراتيجي. ويظهر أنَّ القوى الغربيَّة قلقت كثيرًا من احتماليَّة هيمنة النازيّين على باكو، إذ أبرق السفير الأمريكي في باريس إلى الحكومة الأمريكيَّة في واشنطن عارضًا إمكانيَّة قصف وتدمير باكو تدميرًا كليًا، والتشاور مع الحكومة الفرنسيَّة في هذا الأمر. غير أنَّ القائد الفرنسي الكبير شارل ديغول وقف بوجه هذه الخطة بعناد وانتقدها بشدَّة قائلًا أنَّ هكذا خطَّة «صادرة عن مجانين يرغبون بتدمير باكو بدلًا من مقاومة برلين». وفي 22 فبراير سنة 1940م، رفع الفريق أوَّل موريس گاملان تقريرًا إلى رئيس الوزراء الفرنسي إدوار دلادييه يقول فيه أنَّ تدمير هذا الموقع الغني بالمواد الأوليَّة من شأنه أن يحرم روسيا منها كما ألمانيا، وأنَّه يخشى من وقوع الروس في أزمة كبرى إن فقدوا تلك الموارد المهمَّة لصناعتهم العسكريَّة. عوض ذلك، لجأ الحلفاء إلى أسلوب آخر لحماية باكو دون تدميرها، فأنشأوا عشرة مناطق دفاعيَّة تطوّق المدينة طيلة مدَّة الحرب الألمانيَّة السوڤيتيَّة، للحيلولة دون أي غزو ألماني. بلغ من شدَّة هَوَس هتلر بالمدينة أن صُنعت له كعكة مزينة بخريطة لبحر قزوين كُتبت عليها أحرف B-A-K-U بالشوكولاتة، وبعد أن تناولها قال: «سنخسر الحرب إن لم نحصل على نفط باكو».
بعد نهاية الحرب، شرعت باكو بنفض الغبار عن نفسها وإعادة إحياء مرافقها الحيويَّة، فأُنشأت فيها أوَّل مضخَّة قائمة على ركائز اصطناعيَّة لاستخراج النفط من قاع البحر في العالم، في سنة 1947م. وفي سنة 1960م أُنشأت فيها أوَّل شركة بناء في كامل القوقاز، وفي 25 ديسمبر 1975م أُنشأ فيها أوَّل مصنع لإنتاج المُكيفات الهوائيَّة في الاتحاد السوڤييتي. خلال الفترة الممتدة من عام 1964م حتى عام 1968م ارتفعت نسبة إنتاج النفط حتى بلغت 21 مليون طن في السنة. خلال عقد السبعينيَّات أصبحت أذربيجان إحدى أبرز الدول المنتجة للعنب والمُصنِّعة للخمر، فكان من نتيجة ذلك أن بُني مصنع للشمپانيا في باكو. عام 1981م تمَّ استخراج كميَّة قياسيَّة من الغاز في باكو بلغت 15 مليار م³. أصبحت باكو عاصمة جمهوريَّة أذربيجان بعد انهيار الاتحاد السوڤييتي سنة 1991م، وقد قام المجلس البلدي الأوَّل فيها بتغيير أسماء الكثير من النواحي من أسماء روسيَّة إلى أذربيجانيَّة ذات أصول محليَّة أو فارسيَّة أو عربيَّة. مع بداية القرن الحادي والعشرين، أخذت بلديَّة باكو تعيد إنشاء هويَّة المدينة الأصليَّة التي كادت الشيوعيَّة أن تقضي عليها، فتمَّ هدم آلاف المباني العائدة للعهد السوڤييتي وإنشاء حزام أخضر من المنتزهات والحدائق داخل المدينة وعلى أطرافها، وتمَّ تطوير المرافق الخدماتيَّة الضروريَّة من صرف صحي وتنظيفات وتخطيط مُدني حتى أصبحت المدينة تُضاهي مدن أوروبا الغربيَّة من هذه الناحية، كما تنامت ظاهرة زيادة عدد المساجد الجديدة التي شُيِّدت بالتعاون مع تركيَّا في الكثير من الأحيان، في محاولة لإحياء التراث الإسلامي للمدينة.

## الجغرافيا

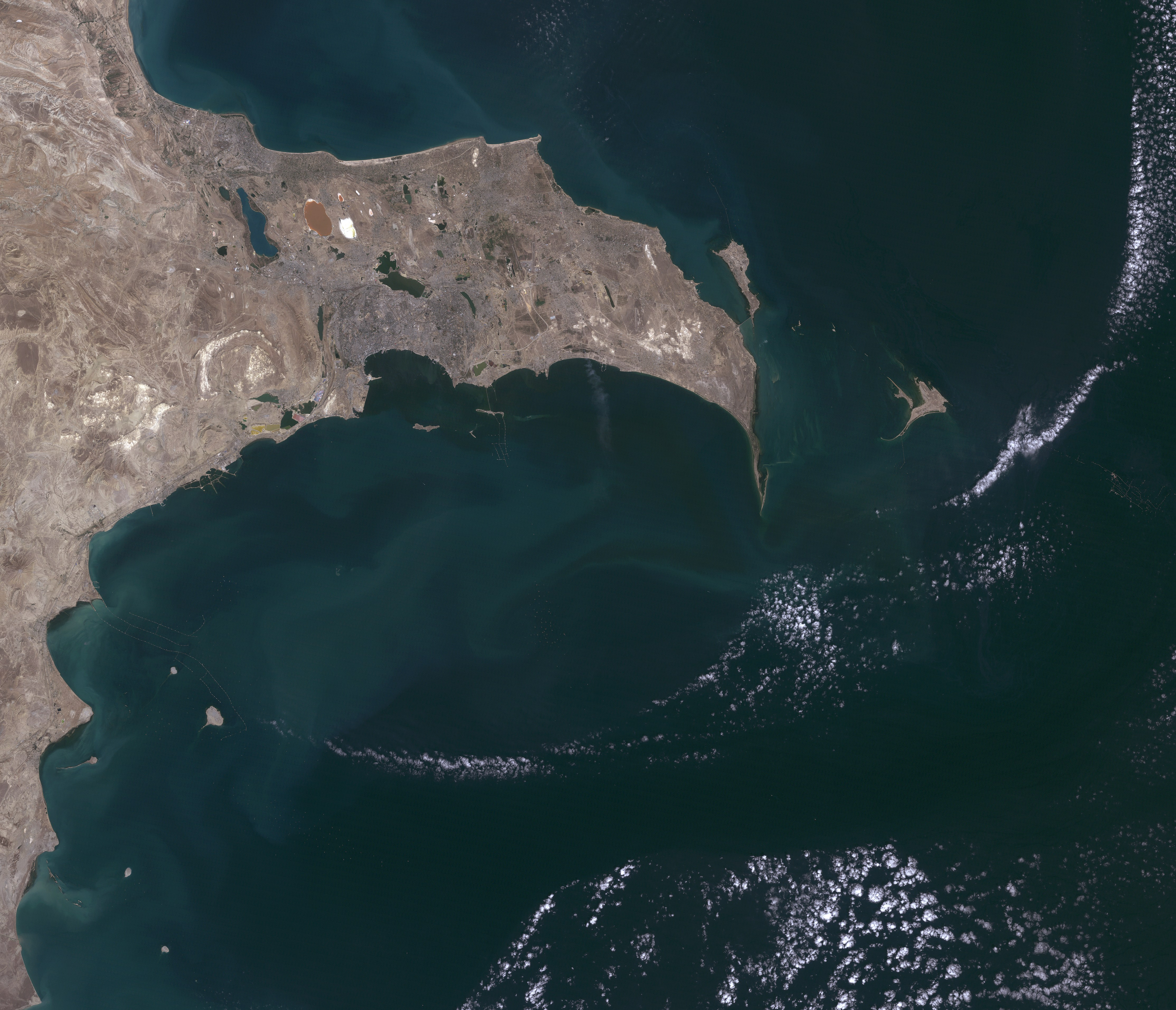
صورة ساتليَّة لِباكو الكبرى من قمر لاندسات 5 الاصطناعي.

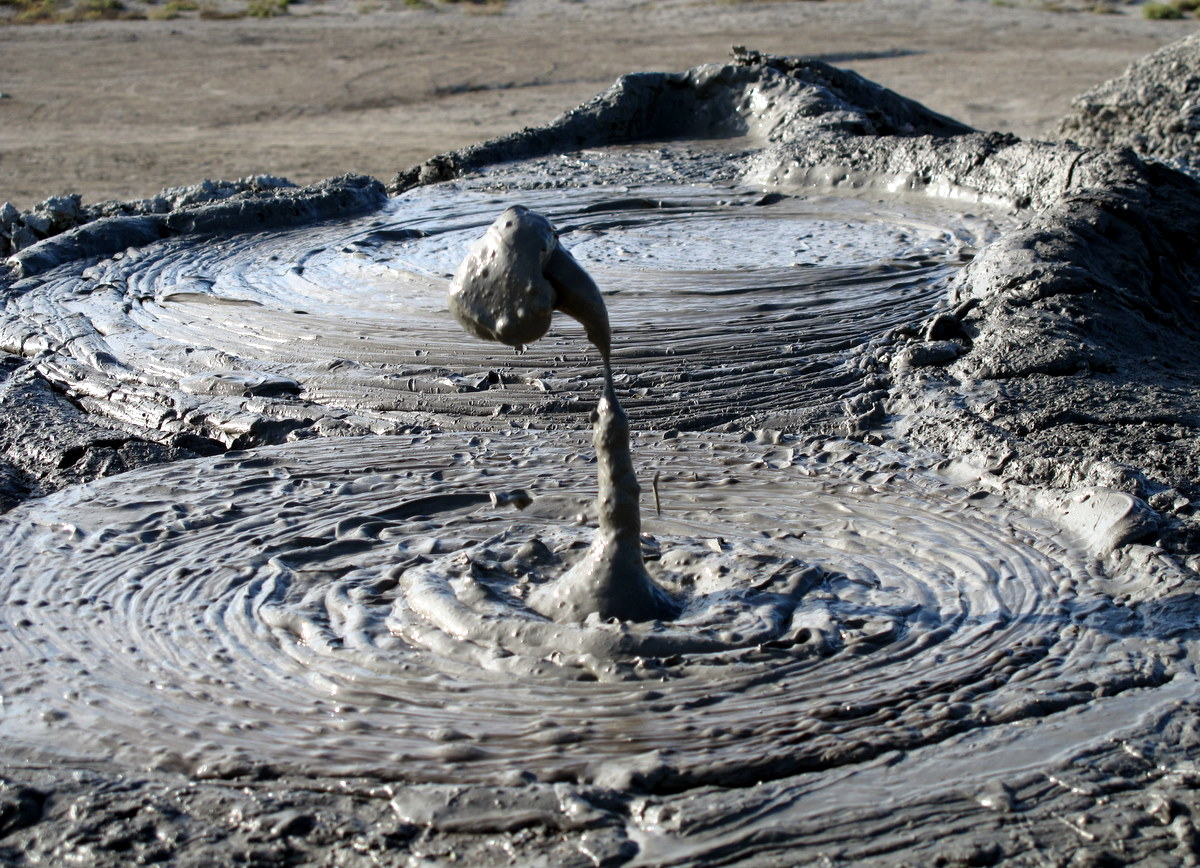
إحدى البراكين الطينيَّة الكثيرة المحيطة بالمدينة.

تقع باكو على الساحل الغربي لبحر قزوين، وهي مدينةٌ واطئة، تنخفض عن سطح البحر بحوالي −28 مترًا (−92 قدمًا)، وجغرافيَّتها متطرِّفة، إذ يقع في جوارها عدد من البراكين الطينيَّة (كيراكي، وبوگخبوگخة، ولوكباتان، وغيرها)، والبحيرات المالحة (بويوك شور، وخُداسان، وغيرها).

### المُناخ
يسود باكو مُناخًا شبه جاف (تصنيف كوپن للمناخ: BSk)، فصيفها حار جاف وشتائها بارد قلَّما يكون رطبًا، وذلك يعود للرياح التي تعصف بها طيلة أيَّام السنة. على الرغم من ذلك، يُلاحظ أنَّ باكو تتميز عن غيرها من المدن ذات المُناخ المُشابه من ناحية أنَّها لا تُعاني من صيفٍ شديد القيظ، ويُعزى ذلك إلى موقعها الشمالي على دائرة العرض ولوقوعها على شبه جزيرة على شاطئ بحر قزوين. تُعدّ باكو وشبه جزيرة آبشوران، القائمة عليها، أقحل مناطق أذربيجان، فنسبة المُتساقطات السنويَّة فيها تقل عن 200 ميليمتر (8 إنشات)، وأغلب تلك الأمطار الخفيفة تهطل في الشهور الواقعة خارج فصل الصيف، لكن أيًا منها لا يتميَّز برطوبة ملحوظة. خلال العهد السوڤييتي شكَّلت باكو مقصدًا بارزًا للسيَّاح الروس والأوكرانيين وغيرهم من السوڤييت الراغبين بالاستمتاع بأشعَّة الشمس المفيدة وبالطقس الحار الذي يفتقدونه، فافتتحت فيها عدَّة شطآن ومنتجعات صحيَّة ساحليَّة مخصصة للاستجمام، أُغلق مُعظمها أو هُدم بعد استقلال أذربيجان. ترك ماضي المدينة، بصفتها مركزًا صناعيًا سوڤييتيًا، أثره على مناخها، فأصبحت اليوم إحدى أكثر المدن تلوثًا في العالم.
تشتهر باكو بكونها مدينةٌ عاصفة، تضربها الرياح العاتية طيلة أيَّام السنة، وهي تُقسم إلى نوعين: الرياح البحريَّة الشماليَّة الباردة، وتُعرف باسم «الرياح الخزريَّة» (بالأذربيجانيَّة: Xəzri) والجنوبيَّة الدافئة المعروفة باسم «الرياح الگيلاڤاريَّة». والنوع الأوَّل منها يتسبب بعواصف ثلجيَّة عنيفة طيلة الشتاء، ويُمكن أن تصل سرعتها إلى 144 كيلومتر في الساعة (89 ميلًا في الساعة)، فتتسبب بأضرار بالغة للمحاصيل الزراعيَّة والأشجار وقرميد سطوح المنازل.
يصل مُتوسّط درجات الحرارة خلال شهريّ يوليو وأغسطس إلى 26.4 °مئويَّة (79.5 °فهرنهايت)، وتقل فيها نسبة هطول الأمطار، غير أنَّ هبوب الرياخ الخزريَّة بين الحين والآخر يُلطّف الأجواء ويحمل بعض البرودة. شتاءُ المدينة بارد وقليل الرطوبة، ويصل مُتوسط درجات الحرارة خلال شهريّ يناير وفبراير إلى 4.3 °مئويَّة (39.7 °فهرنهايت). تعصف الرياح الخزريَّة بالمدينة بعنف طيلة أشهر الشتاء، وتحمل في طيَّاتها برودةً قطبيَّة قارسة، فتنخفض درجات الحرارة على الساحل إلى ما دون الصفر. يندر وقوع العواصف الثلجيَّة في المدينة، وعندما تحصل لا يدوم الثلج أكثر من بضعة أيَّام قبل أن يذوب. يختلف متوسط الحرارة السنوي في باكو عن باقي أنحاء العالم بأقل من 0.1 °مئويَّة (0.18 °فهرنهايت): إذ يبلغ 14.2 °مئويَّة (57.6 °فهرنهايت).
| البيانات المناخية لـباكو                                | البيانات المناخية لـباكو | البيانات المناخية لـباكو | البيانات المناخية لـباكو | البيانات المناخية لـباكو | البيانات المناخية لـباكو | البيانات المناخية لـباكو | البيانات المناخية لـباكو | البيانات المناخية لـباكو | البيانات المناخية لـباكو | البيانات المناخية لـباكو | البيانات المناخية لـباكو | البيانات المناخية لـباكو | البيانات المناخية لـباكو |
| الشهر                                                   | يناير                    | فبراير                   | مارس                     | أبريل                    | مايو                     | يونيو                    | يوليو                    | أغسطس                    | سبتمبر                   | أكتوبر                   | نوفمبر                   | ديسمبر                   | المعدل السنوي            |
| ------------------------------------------------------- | ------------------------ | ------------------------ | ------------------------ | ------------------------ | ------------------------ | ------------------------ | ------------------------ | ------------------------ | ------------------------ | ------------------------ | ------------------------ | ------------------------ | ------------------------ |
| متوسط درجة الحرارة الكبرى °ف                            | 43.9                     | 43.3                     | 49.6                     | 61.5                     | 71.8                     | 81.1                     | 87.1                     | 85.5                     | 78.1                     | 67.3                     | 56.3                     | 49.5                     | 64.6                     |
| متوسط درجة الحرارة الصغرى °ف                            | 35.8                     | 35.6                     | 39.6                     | 48.9                     | 58.8                     | 67.5                     | 72.0                     | 73.2                     | 66.9                     | 56.5                     | 47.8                     | 40.6                     | 53.6                     |
| الهطول إنش                                              | 0.8                      | 0.8                      | 0.8                      | 0.7                      | 0.7                      | 0.3                      | 0.1                      | 0.2                      | 0.6                      | 1.0                      | 1.2                      | 1.0                      | 8.2                      |
| متوسط درجة الحرارة الكبرى °م                            | 6.6                      | 6.3                      | 9.8                      | 16.4                     | 22.1                     | 27.3                     | 30.6                     | 29.7                     | 25.6                     | 19.6                     | 13.5                     | 9.7                      | 18.1                     |
| متوسط درجة الحرارة الصغرى °م                            | 2.1                      | 2.0                      | 4.2                      | 9.4                      | 14.9                     | 19.7                     | 22.2                     | 22.9                     | 19.4                     | 13.6                     | 8.8                      | 4.8                      | 12.0                     |
| الهطول مم                                               | 21                       | 20                       | 21                       | 18                       | 18                       | 8                        | 2                        | 6                        | 15                       | 25                       | 30                       | 26                       | 210                      |
| المصدر: المنظمة العالميَّة للأرصاد الجويَّة، مرصد هونغ كونغ |                          |                          |                          |                          |                          |                          |                          |                          |                          |                          |                          |                          |                          |

### النواحي الإداريَّة

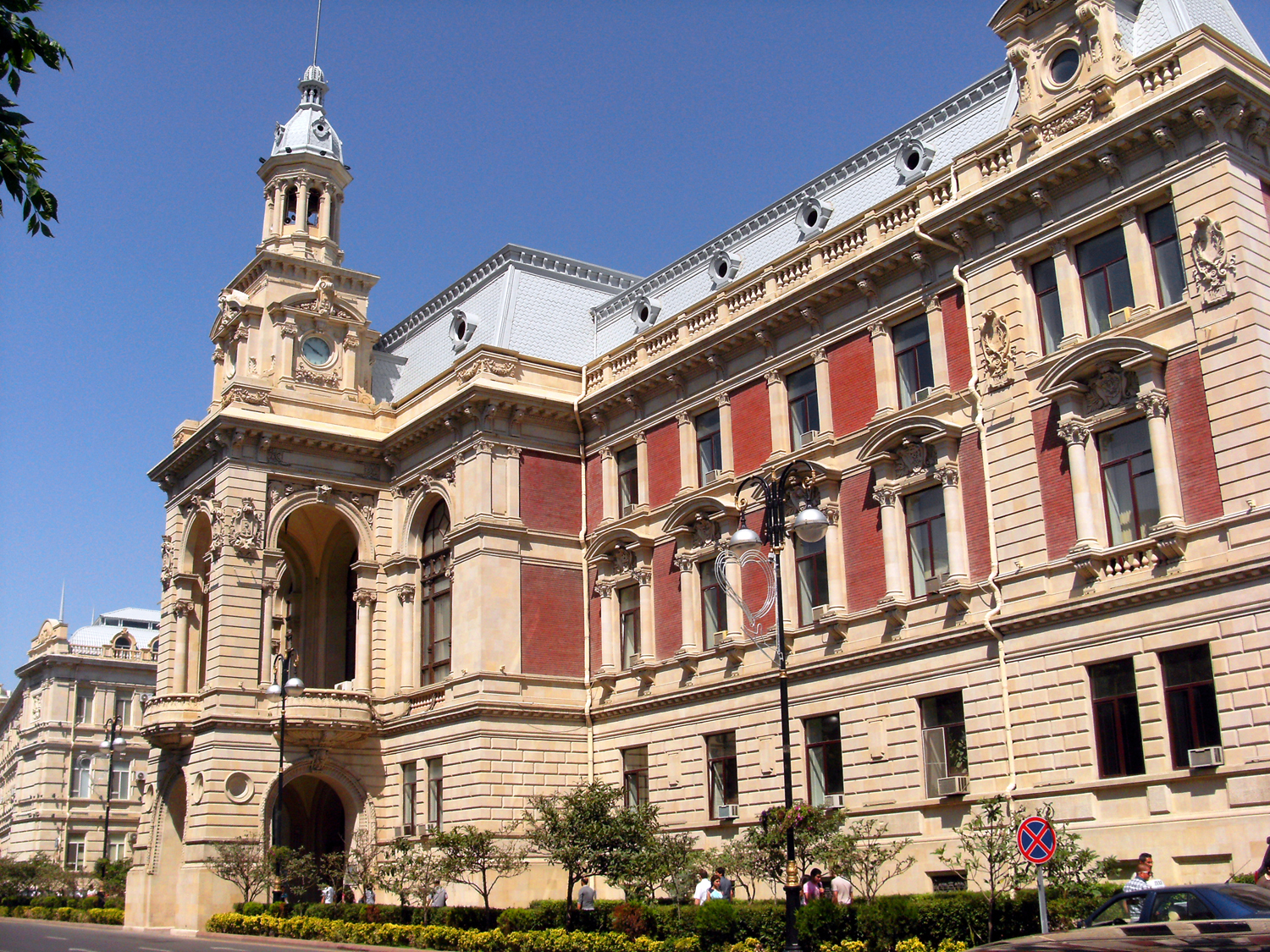
مبنى بلديَّة باكو.

تُقسم باكو حاليًا إلى 11 ناحية إداريَّة، تُعرف محليًا باسم «الرايونات» ومفردها «رايون»، و 5 مستوطنات حضريَّة شبه مدينيَّة. يتولّى حجّي بالا أبو طالِبوڤ منصب مُحافظ المدينة حاليًا. أمَّا نواحي المدينة فهي:
| - ناحية بن القاضي (Binəqədi rayonu) - ناحية قره داغ (Qaradağ rayonu) - ناحية خاتاي (Xətai rayonu) - ناحية الخزر (Xəzər rayonu) - ناحية ناريمانوڤ (Nərimanov rayonu) - ناحية نسيمي (Nəsimi rayonu) | - ناحية نظامي (Nizami rayonu) - ناحية پير اللهِ (Pirallahı rayonu) - ناحية سبايل (Səbail rayonu) - ناحية صابونچو (Sabunçu rayonu) - ناحية سوراخاني (Suraxanı rayonu) - ناحية يَسَمال (Yasamal rayonu) |

## التركيبة السكَّانيَّة

### المجموعات العرقيَّة
| السنة | الآذر     | %    | الروس   | %    | الأرمن  | %    | اليهود | %   | آخرون  | %    | المجموع   |
| ----- | --------- | ---- | ------- | ---- | ------- | ---- | ------ | --- | ------ | ---- | --------- |
| 1886  | 37,530    | 43.3 | 21,390  | 24.7 | 24,490  | 28.3 | 391    | 0.5 | 2,810  | 3.2  | 86,611    |
| 1897  | 40,341    | 36   | 37,399  | 33.4 | 19,099  | 17.1 | 3,369  | 3   | 11,696 | 10.5 | 111,904   |
| 1926  | 118,737   | 26.2 | 167,373 | 36.9 | 76,656  | 16.9 | 19,589 | 4.3 | 70,978 | 15.7 | 453,333   |
| 1939  | 215,482   | 27.4 | 343,064 | 43.6 | 118,650 | 15.1 | 31,050 | 3.9 | 79,377 | 10.1 | 787,623   |
| 1959  | 211,372   | 32.9 | 223,242 | 34.7 | 137,111 | 21.3 | 24,057 | 3.7 | 56,725 | 8.7  | 652,507   |
| 1970  | 586,052   | 46.3 | 351,090 | 27.7 | 207,464 | 16.4 | 29,716 | 2.3 | 88,193 | 6.9  | 1,262,515 |
| 1979  | 530,556   | 52.4 | 229,873 | 22.7 | 167,226 | 16.5 | 22,916 | 2.3 | 62,865 | 6.2  | 1,013,436 |
| 1999  | 1,574,252 | 88   | 119,371 | 6.7  | 378     | 0.02 | 5,164  | 0.3 | 89,689 | 5    | 1,788,854 |
| 2009  | 1,848,107 | 90.3 | 108,525 | 5.3  | 104     | 0    | 6,056  | 0.6 | 83,023 | 4.1  | 2,045,815 |

ينتمي أغلب سكَّان باكو الحاليين (أكثر من 90%) إلى العنصر التركي، وبالتحديد الأذريّ. والآذر يُعرّفون أنفسهم على أنَّهم من التُرك وبأنَّهم جزء من الأمَّة التركيَّة، على الرغم من أنَّ أصول الكثير منهم فارسيَّة وقوقازيَّة وعربيَّة، كما هو حال جميع الشعوب التي عاشت في ظل الخلافات الإسلاميَّة المُتعاقبة. وقد ارتفع عدد الآذر بالمدينة بشكلٍ ملحوظ منذ أواسط القرن التاسع عشر عندما كانت باكو لا تزال بلدةً صغيرة لا يزيد عدد سكَّانها عن 7,000 نسمة. شهدت جمهرة المدينة ارتفاعًا آخر خلال عقد الستينيَّات من القرن سالف الذِكر، فازداد عدد السكَّان من 13,000 نسمة إلى 112,000 نسمة بحلول سنة 1897م وإلى 215,000 نسمة بحلول سنة 1913م، مما جعل باكو أكبر مدن القوقاز على الإطلاق. كانت باكو مدينةً عالميَّة خلال مراحل عدَّة من تاريخها، فاستقطبت الكثير من العناصر غير التركيَّة التي أتتها طلبًا للعلم والأمان والاستقرار، وبالتالي فإنَّ الآذر لم يكونوا العنصر المهيمن والأبرز في المدينة على الدوام، بل كان هناك أعراق وإثنيَّات أخرى في الكثير من الحقبات الماضية. أظهرت بعض الإحصاءات من سنة 2003م أنَّ المدينة تأوي 153,400 نازح من داخل أذربيجان و 93,400 لاجئ من دول أخرى.
كانت باكو تأوي جمهرةً واسعة من الروس والأرمن واليهود حتى سنة 1988م، الأمر الذي انعكس على ثقافتها وجعل منها ثقافةً متنوِّعة حتى ذلك الحين. كانت الجاليّة الأرمنيّة الأرثوذكسيّة في باكو تُشّكل إحدى المراكز الثقافيّة والاقتصاديّة والسياسيّة في القوقاز في النصف الثاني من القرن التاسع عشر. حيث كان غالبيّة مالكين حقول النفط من الأرمن. أدَّى النزاع حول إقليم قره باغ بين أرمينيا وأذربيجان بدايةً من شهر يناير عام 1990م، أدَّى إلى قيام البرنامج المناهض للوجود الأرمني في البلاد، فتمَّ التعامل مع الأرمن بحزم وصرامة شديدة، وطُردوا إينما وجدوا، وكان من ضمنهم بطبيعة الحال جمهرة باكو، فرُحِّل جميع أبناء المدينة من الأرمن إلى أرمينيا. عانت الجمهرة اليهوديَّة من أبناء المدينة الأمرّين خلال العهد السوڤييتي، إذ صادر السوڤييت أغلب ممتلكاتهم ووضعوا يدهم على جميع أوقافهم. أمَّا بعد انهيار الاتحاد السوڤييتي، أعاد الرئيس الأذربيجاني حيدر علييڤ، حليف الولايات المتحدة والغرب، أعاد تصحيح العلاقة مع اليهود، فأرجع لهم عدد من الكُنس التي صودرت بالإضافة لإحدى جامعاتهم، وشجع على إعادة إعمار ما تدمَّر منها، فأحبَّه يهود المدينة وحصد شعبيَّة عظيمة في صفوفهم. وقد شُيِّدت 7 كُنس من أصل 11 دُمِّرت أو صودرت، ومنها كنيس گيلاه الذي يعود إنشاؤه لسنة 1896م، وكنيس كروي الكبير.

### الدين

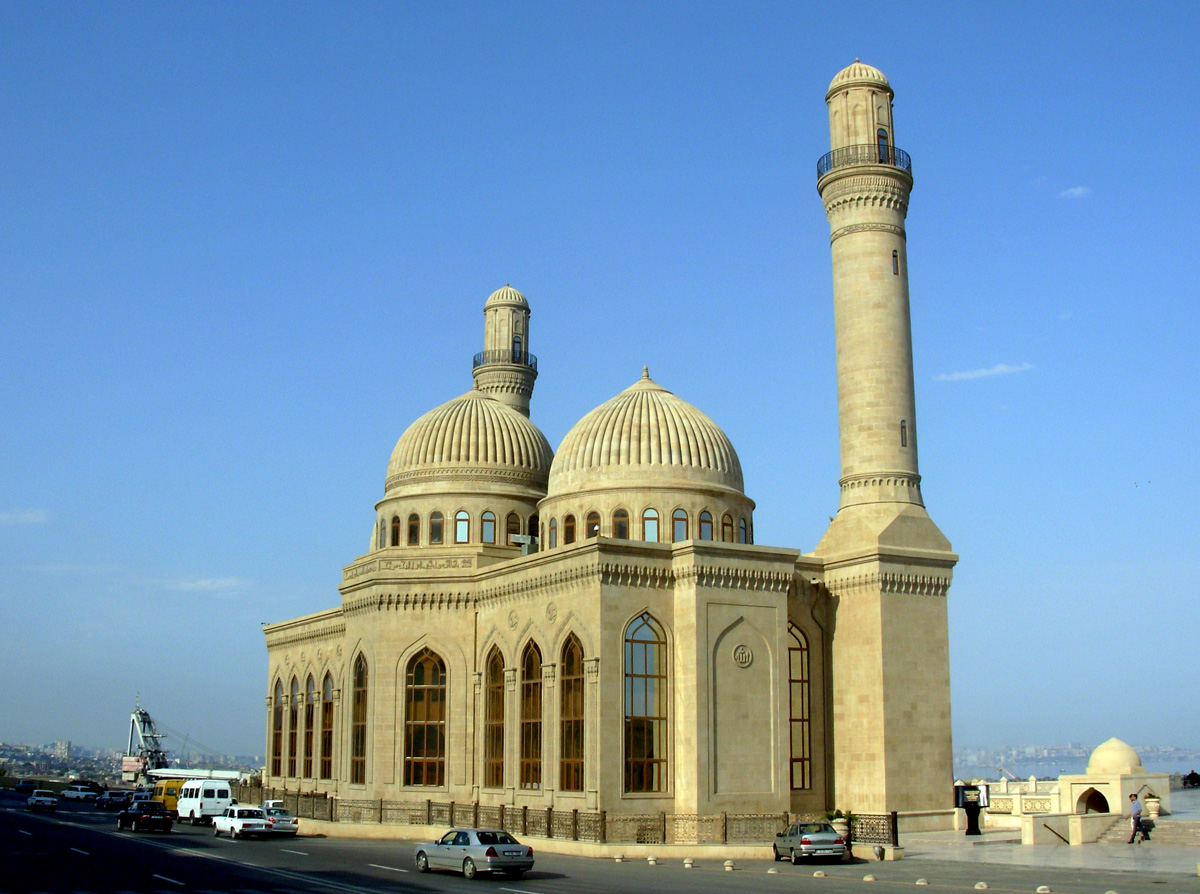
مسجد بي بي هيبة العائد للقرن الثالث عشر. يضم ضريح إحدى بنات الإمام موسى الكاظم سليل النبي محمد عبر ابنته فاطمة الزهراء.

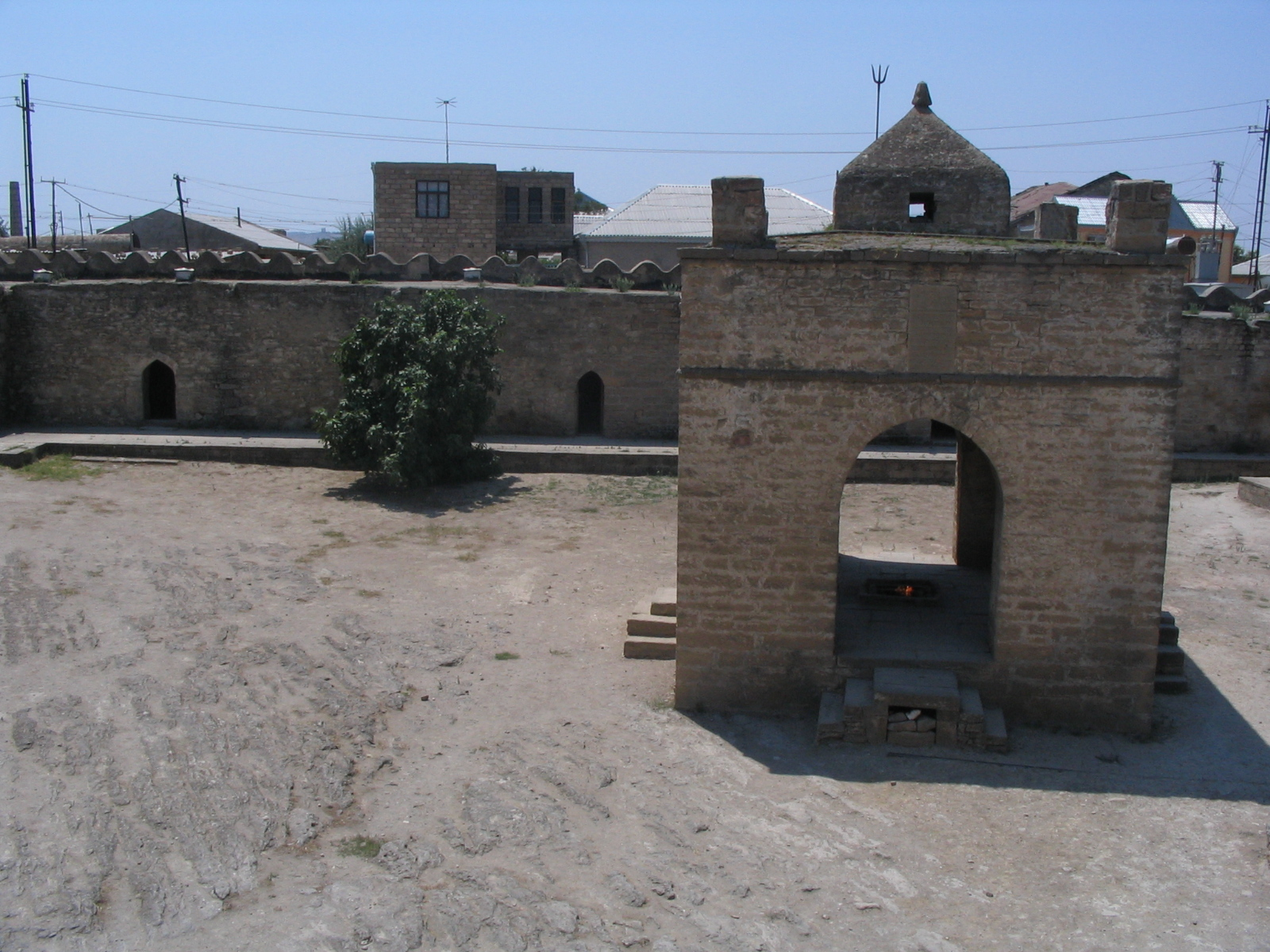
معبد النار في سوراخاني.

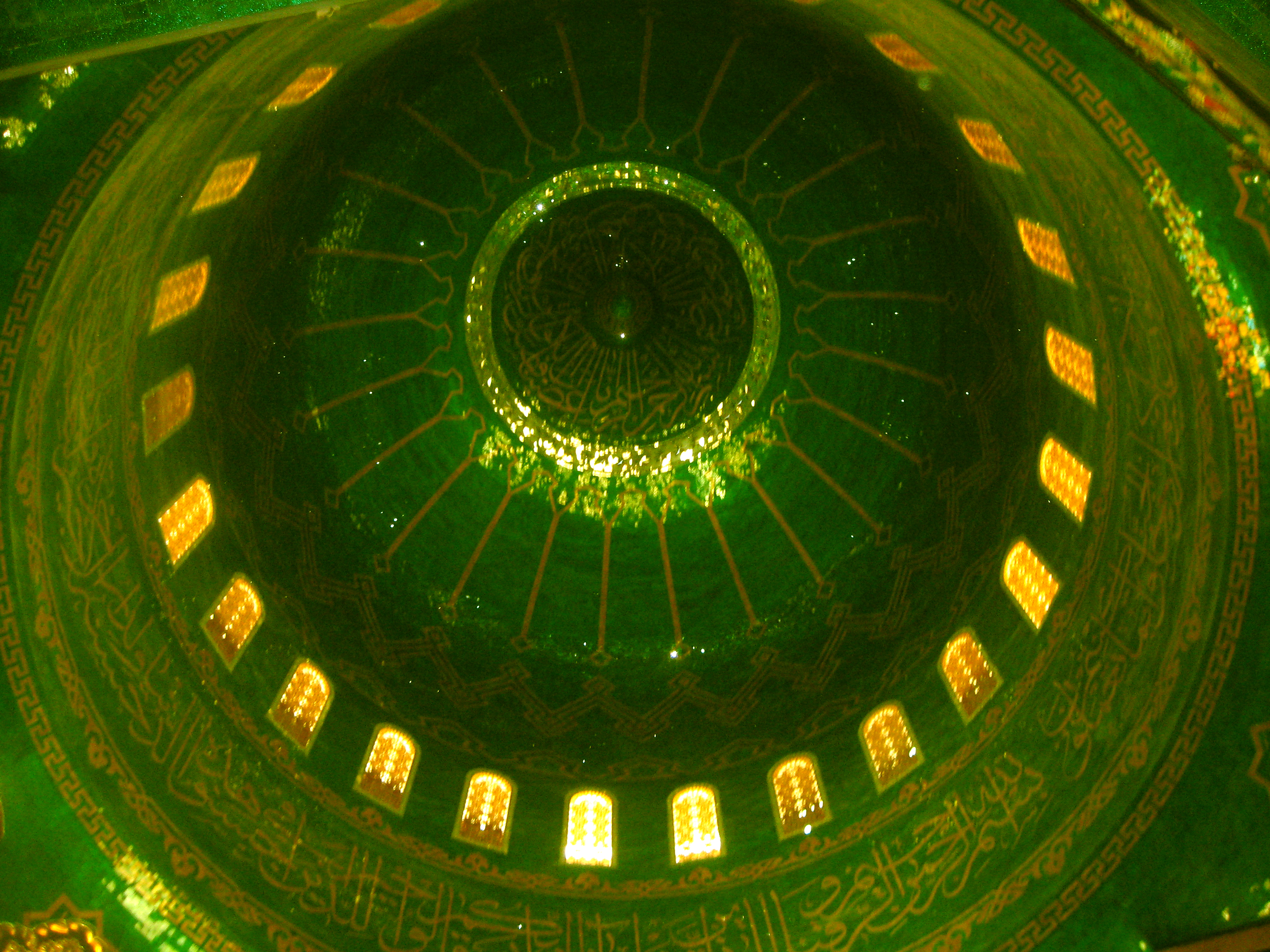
قبة جامع بيبي هيبات من القرن الثالث عشر.

وفقاً لاستطلاعات غالوب الأخيرة فإن أذربيجان هي واحدة من أكثر البلدان غير المتدينة في العالم حيث أن حوالي 50% من أفراد العينة التي شملها الاستطلاع أفادوا إلى عدم وجود أي أهمية للدين في حياتهم. لكن 93% من السكان يعرفون أنفسهم كمسلمين (يتكون سكانها من حوالي 50٪ شيعة و 45٪ سنّة) رغم أن الكثير لا يمارسون العبادات. هناك العديد من الأديان الأخرى بين الجماعات العرقية المختلفة داخل البلد. بموجب المادة 48 من دستورها فإن أذربيجان دولة علمانية، وتضمن الحرية الدينية. تشمل الأقليات الدينية الأخرى المسيحيين حيث يشكلون 3% إلى 4% من السكان، والذين يتبع أغلبهم الكنيسة الروسية الأرثوذكسية والكنيسة الجورجية الرسولية الأرثوذكسية وكنيسة الأرمن الأرثوذكس (تقريباً جميع الأرمن يعيشون في مقاطعة ناغورني قرة باغ). تنص إجراءات حكومية على أنه يجب على كل الجماعات الدينية، وخاصة الإسلامية منها، تسجيل أسمائها لدى اللجنة الحكومية للعمل مع المنظمات الدينية وأن تنسق معها التعاليم التي تدعو لها. الجمعيات الحقوقية تقول أن الوسائل التي تستخدمها الحكومة في هذه الجهود عنيفة وتجيء في إطار تضييق الخناق على حرية التعبير التي يرى فيها النظام تحديا محتملا له. أشارت الإحصائيات لعام 2003 على وجود 250 شخص من أتباع المذهب الروماني الكاثوليكي. كما توجد طوائف مسيحية أخرى وفقاً لإحصائيات سنة 2002 منها اللوثريون والمعمدانيون والمولوكانيون. هناك أيضاً اليهود والبهائيون، وهاري كريشنا وشهود يهوه، فضلاً عن اتباع كنيسة نحميا، وكنيسة النجمة الشرقية وكنيسة البركة الكاتدرائية. الزرادشتية لها تاريخ طويل في أذربيجان، ومن مواقعها الهامة معبد النار في باكو، جنباً إلى جنب مع المانوية. تشير التقديرات إلى أن معتنقي الزرادشتية في أذربيجان بحدود 2000 نسمة. كذلك، يتّبع قسمٌ من شيعة وسنَّة باكو عدد من الطرق الصوفيَّة مثل المولويَّة والبكداشيَّة. على الرغم من أنَّ الإسلام هو أكثر الديانات انتشارًا، غير أنَّ عدد العارفين بالشعائر الإسلاميَّة ضئيل، وذلك عائد للفترة الطويلة التي حورب الدين خلالها، وهي فترة العهد السوڤييتي، إلّا أنَّه من المُلاحظ حصول صحوة إسلاميَّة خجولة في الوسط الشبابي الباكوي خصوصًا والأذربيجاني عمومًا، كما عُقِدت بضعة مؤتمرات وندوات بالمدينة من تنظيم جمعيَّات إسلاميَّة عربيَّة وتركيَّة تهدف إلى إعادة تعريف الأذربيجانيين بالدين الإسلامي، ومنها: ندوة اتحاد «الإدراك» الاجتماعي في سنة 2011م. من أبرز مساجد المدينة: مسجد الجمعة، ومسجد بي بي هيبة، ومسجد محمد، ومسجد تازه پير.

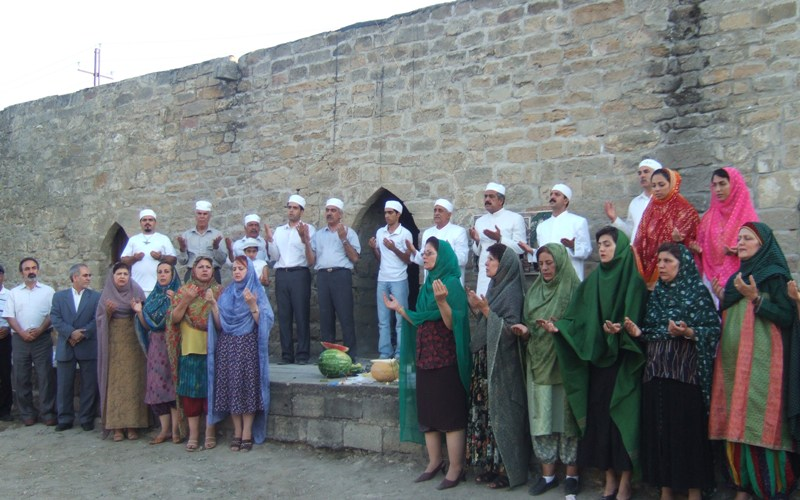
مجوس باكويين يتلون صلواتهم في معبد النار بالمدينة.

يُشكِّلُ أتباع باقي الديانات في باكو أقليَّة صغيرة، ومن أبرز تلك الديانات: المجوسيَّة واليهوديَّة والمسيحيَّة و
الهندوسيَّو والبهائيَّة. تتمتَّع المجوسيَّة بتاريخٍ طويل وعريق في أذربيجان، وكانت هي الديانة الأكثر انتشارًا في البلاد قُبيل الفتح الإسلامي، وما زال هُناك قسمٌ ضئيل من سكَّان باكو يتبعون المجوسيَّة ويُمارسون شعائرهم الدينيَّة، ومن أبرز آثارهم الباقية معبد النار في باكو، كما لا يزال جميع أبناء المدينة والدولة ككل يحتفلون بعيد النيروز، وهو يوم رأس السنة الفارسيَّة عند المجوس. يصل عدد اليهود في باكو إلى حوالي 6,000 نسمة وكسور، منهم حوالي 4,300 يهودي إشكنازي و700 يهودي كرجي (جورجي)، ولليهود أيضًا تاريخ قديم في المدينة يرجع لعهد ولاية ألبانيا القوقازيَّة الرومانيَّة، وقد برز اليهود الباكويين خلال عهد روسيا القيصريَّة بشكلٍ ملحوظ، فشادوا الكثير من الكُنس في المدينة وضواحيها خلال القرن التاسع عشر، وافتتحوا أوَّل كنيس بجوقة موسيقيَّة سنة 1910 م، وفي ذلك العهد أيضًا استحالت باكو إحدى مراكز الحركة الصهيونيَّة في الإمبراطوريَّة الروسيَّة. تراجعت اليهوديَّة في باكو خلال العهد السوڤييتي بسبب هجرة الكثير من اليهود إلى إسرائيل، حتّى أصبح أتباعها اليوم قلَّة بين أبناء المدينة. أبرز الكنائس المسيحيَّة في باكو هي الكنيسة الروسيَّة الأرثوذكسيَّة واوكنيسة الجورجيَّة الأرثوذكسيَّة واوكنيسة الرومانيَّة الكاثوليكيَّة واوكنيسة اللوثريَّة الپروتستانتيَّة، وأغلب النصارى الباكويين ذوي أصول روسيَّة أو جورجيَّة أو أوروبيَّة غربيَّة. يتمركز البهائيَّون الأذربيجانيّون في باكو، ويصل عدد أتباع هذا الدين إلى حوالي 2000 شخص، ولهم عدَّة جمعيَّات روحيَّة في المدينة. في باكو أيضًا قلَّة من الأشخاص المُسجلين رسميًا ضمن الجمعيَّة الدوليَّة للوعي الكريشنوي، وهي جمعيَّة دينيَّة هندوسيَّة لا يتواجد أفرادها في أي موقعٍ آخر من أذربيجان سوى في باكو.

## أبرز المعالم
| برج العذراء برج العذراء أو قلعة العذراء (بالأذربيجانيَّة: Qız Qalası) هو أشهر معالم المدينة. شُيِّدَ خلال القرن الثاني عشر ليكون جزءًا من المنشآت الدفاعيَّة للمدينة، وقد أُضيف إلى قائمة مواقع التراث العالمي في سنة 2001م. يُعدّ أحد أشهر معالم أذربيجان على الإطلاق، وهو يظهر على بضعة فئات من العملة الورقيَّة الأذربيجانيَّة (المنات) بالإضافة إلى الطوابع الرسميَّة. يضم البرج اليوم متحفًا تُعرض فيه قصَّة التطوّر التاريخي لباكو بالإضافة لمتجر هدايا تذكاريَّة. وفي موسم النيروز من كل عام تُضاء المجمَّرة الواقعة على سطحه طيلة ليالي الموسم. | برج العذراء.         |
| قصر الشروانشاهانيين قصر الشروانشاهانيين (بالأذربيجانيَّة: Şirvanşahlar sarayı) هو أكبر المعالم الباقية من العهد الشرواني، يقع في وسط المدينة. يحوي المجمَّع عدَّة أبنية من ضمنها القصر الرئيسي والديوان وأضرحة الحكَّام ومسجد الشاه وضريح السيّد يحيى الباكوي وصهريج مائي وبقايا حمَّام. ظهر القصر على وجه وقفا العملة الورقيَّة من فئة 10,000 منات منذ عام 1994م حتى عام 2006م، وعلى ورقة العشر منات الصادرة عام 2006 م. | قصر الشروانشاهانيين. |
| معبد النار الباكوي معبد النار الباكوي أو الآتشگاه الباكوي أو آتشگاه باكو (بالأذربيجانيَّة: Atəşgah) هو معبدٌ مجوسيّ قديم يعود للفترة السابقة على الفتح الإسلامي لأذربيجان، فهو بهذا أحد الآثار العريقة للمدينة ومن بين أكثرها تميّزًا. صُمم هذا المعبد على شكل قلعة، وهو يقع في ناحية سوراخاني، وهي إحدى ضواحي باكو الكُبرى. شُيِّد المُجمَّع الخُماسي ذو الباحة الخارجيَّة خلال القرنين السابع عشر والثامن عشر. تحوَّل المجمَّع إلى متحف في سنة 1975م وهو يستقبل حاليًا حوالي 15,000 زائر في السنة، وقد أعلنته الحكومة الأذربيجانيَّة محميَّة معماريَّة أثريَّة في تاريخ 19 ديسمبر 2007م.                                                                                     | معبد النار الباكوي.  |
| مسجد بي بي هيبة مسجد بي بي هيبة (بالأذربيجانيَّة: Bibiheybət məscidi) هو أحد أبرز مساجد المدينة التاريخيَّة. شُيِّد البناء الأصلي خلال القرن الثالث عشر على يد الشروان شاه فروخ زاده الثاني، أمَّا المبنى الحالي فقد أُنشأ خلال عقد التسعينيَّات من القرن العشرين، بعد أن قام البلاشفة بهدم البناء الأصلي في سنة 1936م. يُعرف هذا المسجد محليًا باسم "مسجد فاطمة"، ويُشاع أنَّ إحدى بنات الإمام موسى الكاظم مدفونة فيه، وبناءً على هذا يُشكّلُ المسجد مزارًا للكثير من الشيعة والسنَّة في باكو وأذربيجان، الذين يقصدون القبر للتبرّك والدعاء. | مسجد بي بي هيبة.     |
| مسجد تازه پیر مسجد تازه پیر (بالأذربيجانيَّة: Təzəpir məscidi) هو أحد المساجد التاريخيَّة بالمدينة. ابتدأ العمل عليه في سنة 1905م، وصممه المهندس ظافر بك أحمدبكوڤ تحت رعاية المُحسنة نَبَت خانم عاشوربايوڤا، وبعد وفاتها توقف العمل لفترة قبل أن يُعيد إطلاقه ابنها. أكتمل بناء المسجد سنة 1914م، وبعد 3 سنوات فقط من افتتاحه أغلقه البلاشفة بعد نجاح الثورة البلشفيَّة في روسيا سنة 1917م. خلال العقود الأولى من الحكم الشيوعي، تمَّ تدنيس المسجد بوسائل عدَّة، فتحوَّل إلى دارٍ للسينما وحتّى إلى إسطبل تُحفظ فيه المواشي، ومنذ عام 1943م أُعيد افتتاحه كمسجدٍ جامع للعموم. إمام المسجد هو نفسه مفتي أذربيجان وما وراء القوقاز، وهو حاليًا الشيخ الله شكور پاشازاده. | مسجد تازه پیر.       |
| حمَّام حجّي قايب حمَّام حجّي قايب (بالأذربيجانيَّة: Hacı Qayıb hamamı) هو أحد أبرز حمَّامات المدينة القديمة، ويعود تاريخ إنشاؤه للقرن الخامس عشر. يقع في منطقة إشري شهر مُقابل برج العذراء. يُقسم المبنى إلى ثلاثة أقسام: غرفة تبديل الملابس وغرفة ارتداء الملابس وغرفة الاستحمام، وفيه بركة بوسط القاعة الرئيسيَّة تحوي مياهً دافئة في قسم منها ومياهً باردة في قسمٍ آخر. | حمَّام حجّي قايب.       |
| سراي السعادة سراي السعادة أو قصر السعادة أو قصر مُختاروڤ (بالأذربيجانيَّة: Səadət Sarayı أو Muxtarovun evi)، هو قصرٌ قديم أُنشأ خلال عاميّ 1911م و 1912م، وكان مسكن المليونير الباكوي مُرتضى مُختاروڤ يهوديّ الأصل، الذي أنشأه إكرامًا لزوجته ليزا. صُمم القصر بواسطة المهندس بولندي الأصل جوزيف پولشكو. وفقًا للمصادر الروسيَّة التي تتحدث عن هذا القصر، فإنَّ مختاروڤ كان في رحلةٍ هو وزوجته إلى مدينة ڤيينا عاصمة النمسا، فشاهدا قصرًا وأعجبا به وقررا إنشاء منزل لهما في مدينتهما الأم على هذا الطراز الغربي. استخدم المبنى بعد قيام الثورة البلشفيَّة كمركز للنادي النسائي التركي، وفي وقتٍ لاحق تحوَّل إلى متحف، قبل أن يُستخدم كقاعة لإقامة الأعراس والأفراح.     | سراي السعادة.        |
| برج التلفاز الباكوي برج التلفاز الباكوي (بالأذربيجانيَّة: Bakı Televiziya Qülləsi) هو برج مخصص للبث التلفازي واللاسلكي. شُيِّد البرج في سنة 1996م ويصل ارتفاعه إلى 310 أمتار (1017 قدمًا)، ليكون بهذا أطول المنشآت العمرانيَّة في المدينة. أطلقت وزارة الاتصالات السوڤيتيَّة هذا المشروع في سنة 1979م، وكان من المُخطط أن يتم الانتهاء منه في عام 1985م، لكن العمل توقَّف فترةً من الزمن لحين عودة الرئيس حيدر علييڤ إلى السلطة سنة 1993 م، فاستكمل على قدمٍ وساق حتّى انتهى بشكلٍ كامل عام 1996 م. افتُتح مطعمٌ دوّار في الطابق الثاني والستين سنة 2008م، على علوّ 175 مترًا.                                                                                         |                      |
| ممر الشهداء ممر يُحيي به سكان المدينة ذكرى الشهداء الذين قتلوا أثناء الحروب الدامية على مدى التاريخ المتعلق بأذربيجان وكان يطلق عليه "ممر كيروف" وهو اسم أحد القادة الروس أثناء الحرب العالمية الأولى وبعد انهيار الاتحاد السوفيتي تم إعادة بناؤه وتغيير اسمه ويقدر عدد الشهداء بحوالي 15,000 شهيد، ويمكن من خلاله الاستمتاع بإطلالة مميزة على مدينة باكو. |                      |

## الاقتصاد

### الصناعة

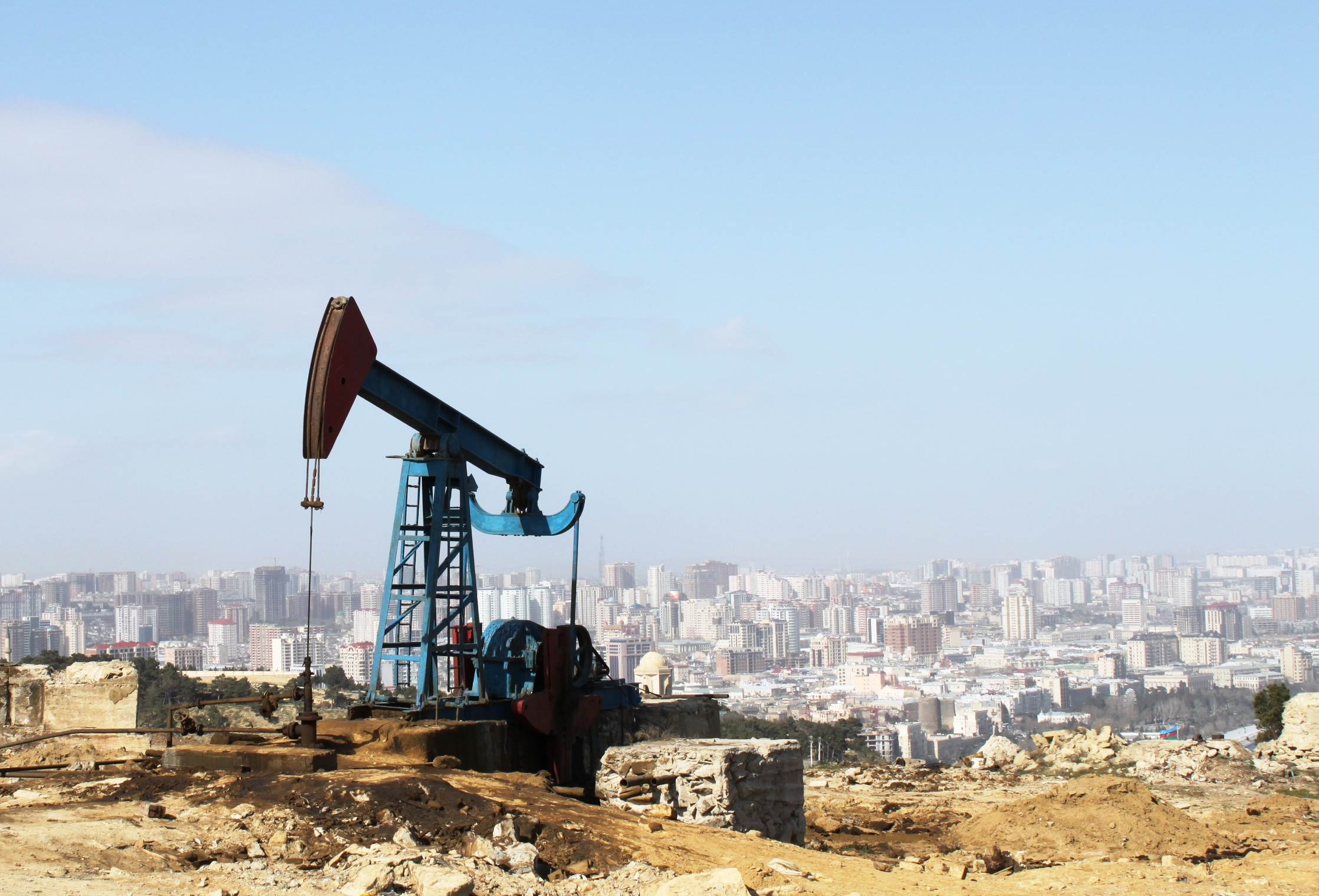
مضخة نفط في باكو.

تقوم صناعة باكو على الصناعات النفطيَّة بشكلٍ أساسيّ، وتُساهم صادرات المدينة من النفط بقسم كبير من ميزان المدفوعات الأذربيجاني. عَرِف البشر بوجود النفط بالمدينة منذ القرن الثامن تقريبًا، وقد أُشير إلى النفط في الكثير من أوصاف وكتابات الرحَّآلة المسلمون خلال العصر العبَّاسي، فأشار أحدهم خلال القرن العاشر إلى أنَّ أهل المدينة يستخرجون ضربين من «الزيت»: الأبيض والأسود. بحلول القرن الخامس عشر، كانت زيوت المصابيح تُستخرج يدويًا من الآبار السطحيَّة، وقد اقتصر استخراج النفط خلال هذه الفترة على الصناعات البسيطة وللاستهلاك المنزلي، ولم يبدأ الاستغلال التجاري للنفط حتى سنة 1872م، وبحلول أوائل القرن العشرين كانت حقول النفط الباكويَّة هي الأكبر في العالم. كانت أغلب حقول النفط الواقعة داخل الحدود الإداريَّة للمدينة قد استُهلكت وأخذت تنضب بحلول أواخر القرن العشرين، فانتقل التنقيب عن النفط إلى البحر. استقطبت الصناعة النفطيَّة آلاف العمَّال المهرة إلى باكو منذ أواخر القرن التاسع عشر، فتسارعت وتيرة الحفر والتنقيب، حتى أصبح هناك أكثر من 3,000 بئر نفطي بحلول عام 1900م، منها 2,000 بئر تُنتج نفطًا على مستوىً صناعي. احتلَّت باكو مركزًا مُتقدمًا في قائمة أعظم المراكز المُنتجة لمعدَّات الصناعات النفطيَّة بالعالم قُبيل نشوب الحرب العالميَّة الثانية. ومن الجدير بالذِكر أنَّ من أبرز أسباب معركة ستالينغراد بين السوڤييت والنازيين هو الهيمنة على حقول النفط في باكو. كانت باكو تُنتج نصف المخزون العالميّ من النفط قبل نشوب المعركة بخمسين سنة.
يمر الاقتصاد النفطي الباكوي حاليًا بمرحلة العودة إلى سابق مجده، وذلك بعد تطوير حقل «أذري-چيراق-گونشلي» (بالأذربيجانيَّة: Azəri-Çıraq-Günəşli) الضخم بالتعاون بين شركة النفط الوطنيَّة لجمهوريَّة أذربيجان (SOCAR) وشركة النفط البريطانيَّة (BP)، بالإضافة لحقل غاز شاه دنيز، وتوسيع محطة سانگشال، وتشييد خط أنابيب باكو-تفليس-جيحان.

### البورصة والخدمات الماليَّة
تُعدّ بورصة باكو أكبر أسواق الأوراق الماليَّة في أذربيجان على الإطلاق، والأكبر في القوقاز من حيث رسملة السوق. يتخذ عدد كبير من الشركات الوطنيَّة والعالميَّة من باكو مركزًا له أو لفرعه الرئيسي، ومن أبرز تلك الشركات: مصرف أذربيجان الدولي، الذي يتولّى رئاسة مجلس إدارته الدكتور جهانگير حجّييڤ، ويعمل فيه ما يزيد عن 1,000 موظَّف. من أبرز المصارف الدوليَّة التي تتخذ من باكو مركزًا لفروعها: إتش إس بي سي، وسوسيتيه جنرال، وكرديت سويس.

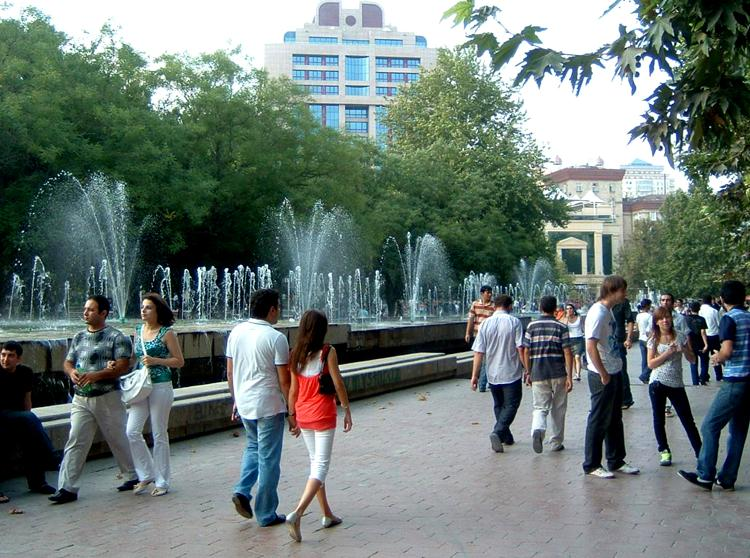
ساحة النوافير، إحدى أبرز المعالم السياحيَّة بالمدينة، في سنة 2008م، قبل إعادة تشييدها.

### السياحة والتسوّق
تعتبر باكو إحدى أبرز وأهم المقاصد السياحيَّة في القوقاز، ويدل على ذلك ما أظهرته الإحصاءات من أنَّ عوائد الفنادق بالمدينة بلغت 7 ملايين يورو سنة 2009م، ومن جملتها عوائد عدَّة فروع لفنادق عالميَّة مهمَّة توجد بالمدينة. في باكو عدَّة مواقع سياحيَّة وترفيهيَّة جاذبة، مثل ساحة النوافير في وسط المدينة، وشاطئ ألف ليلة وليلة، وشاطئ شيخوڤ، وبلدة صخور النفط. تضم المناطق السياحيَّة المجاورة لباكو: جبل النار أو ينار داغ (بالأذربيجانيَّة: Yanar Dağ) وهو موقع ينبعث منه الغاز المشتعل على الدوام. وبتاريخ 2 سبتمبر 2010م، أصبحت باكو موطن أكبر سارية علم في العالم بحسب كتاب غينيس للأرقام القياسيَّة، بعد افتتاح ساحة علم البلاد أو ميدان بيرق الدولة (بالأذربيجانيَّة: Dövlət Bayrağı Meydanı).
تضمُّ باكو الكثير من مراكز التسوّق؛ وأشهر مركزا تسوّق في المدينة هما مركز AF ومركز پارك بوليڤار التجاريين. تضم مناطق البيع بالتجزئة دكاكين تابعة لسلسلة متاجر عالميَّة وعدد من المحلّات الراقية. احتلَّت المدينة المركز الثامن والأربعين في قائمة أغلى مدن العالم لسنة 2011 م وفق إحصاء شركة ميرسر لاستشارات الموارد البشريَّة، ويُعدّ شارع نظامي الواقع في وسطها من أغلى شوارع مدن العالم.

## الثقافة
في المدينة عدَّة مواقع ترفيهيَّة تؤمن للسكَّان والسوَّاح طائفة واسعة من النشاطات الثقافيَّة الشرقيَّة المحليَّة والغربيَّة الأجنبيَّة على حدٍ سواء. تضم المدينة أيضًا عدَّة متاحف مثل: متحف باكو للفنون المُعاصرة، ومتحف أذربيجان الوطني للتاريخ، اللذان يعرضان أعمالًا فنيَّة وتحف أثريَّة على التوالي. اشتهرت مُعظم المواقع الثقافيَّة في المدينة سنة 2009 م عندما اختيرت باكو عاصمةً للثقافة الإسلاميَّة. اختيرت باكو أيضًا لتستضيف مسابقة يوروڤيجن للرقص سنة 2010 م.
من أبرز الأماكن الثقافيَّة المرموقة في باكو: قاعة أذربيجان الوطنيَّة للأوركسترا، ومسرح أذربيجان الوطني الأكاديمي للأوپرا والباليه. أمَّا أبرز دور السينما فهي دار سينما أذربيجان. من أهم المهرجانات المحليَّة التي تُنظم سنويًا في باكو: مهرجان باكو السينمائي الدولي، ومهرجان باكو الدولي لموسيقى الجاز، ومهرجان عيد النيروز، ومهرجان الزهور، ومهرجان المسرح الوطني. تُقام المعارض المحليَّة والدوليَّة في مركز باكو للمعارض والمؤتمرات.

### العمارة

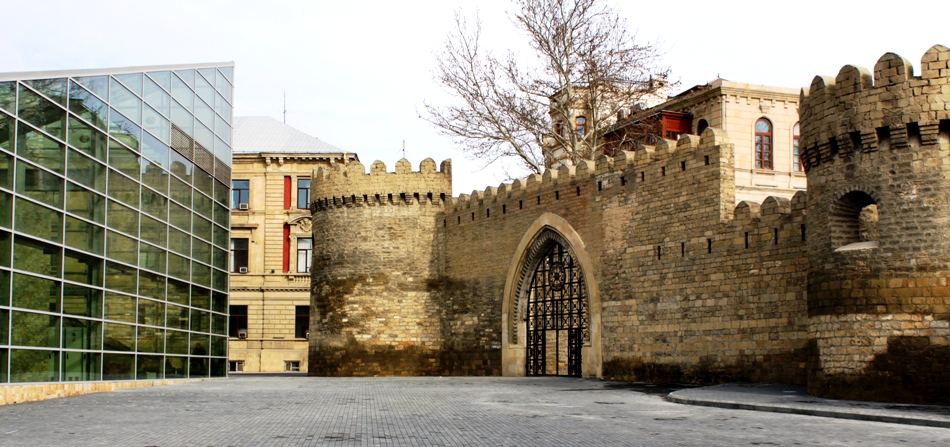
إحدى أقسام سور مدينة باكو القديمة، نموذج عن العمارة الإسلاميَّة.

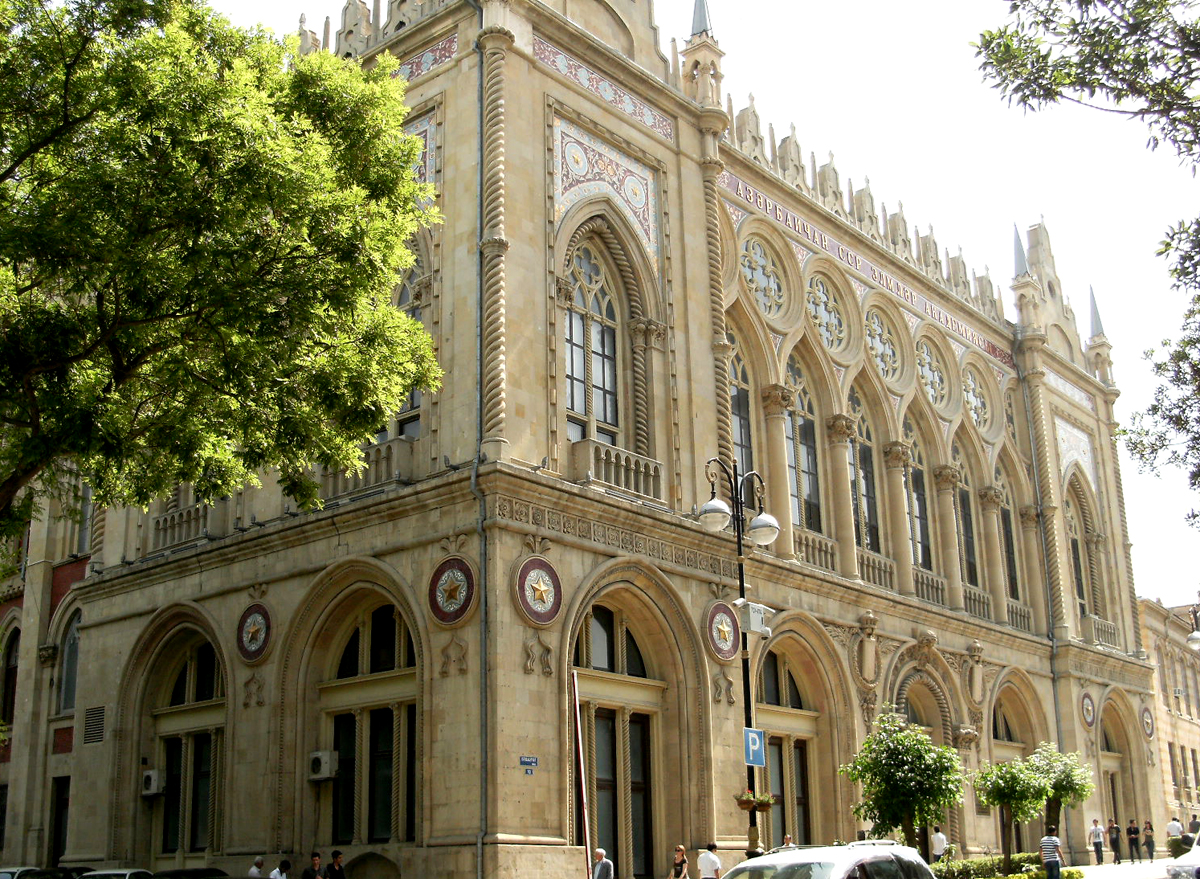
إحدى المباني أوروبيَّة الطراز في باكو.

يُلاحظ أنَّ نمط العمارة في باكو نمطٌ متفاوت ومُتنوّع، فهو يتدرَّج من النمط الإسلامي الفارسي القديم في البلدة القديمة، إلى المباني الحديثة ومرفأ باكو فسيح التخطيط. شُيِّدت أغلب مباني المدينة المُميَّزة خلال أوائل القرن العشرين، أي خلال الفترة التي دخلت خلالها عناصر معماريَّة أوروبيَّة إلى البلاد لأوَّل مرَّة، وامتزجت مع العناصر المحليَّة لتُشكّل تركيبيَّة متميِّزة. وبهذا، يُمكن القول أنَّ لباكو مظهرٌ تقليديّ أصيل وآخر مميَّز فريد وليد الامتزاج الشرقي والغربي، مما أكسبها سمعةً مفادها أنَّها «باريس الشرق».
بدأت الأنماط المعماريَّة الحديثة المتأخرة وما بعد الحديثة بالظهور في باكو أواخر العقد الأوَّل من القرن الحادي والعشرين. رافق الازدهار الاقتصادي حملةً لتطهير المدينة من بعض المباني التي عفا عنها الزمن، مثل مبنى أطلانط الذي هُدم كليًا لافساح المجال أمام تشييد مبانٍ جديدة. ومن أبرز الأشكال البنائيَّة التي ظهرت مؤخرًا: المباني ذات الواجهات الزجاجيَّة، ومن أبرز الأمثلة عليها: برج شركة النفط الوطنيَّة، وأبراج الشعلة. استقطبت هذه المشاريع العمرانيَّة الجديدة انتباه وسائل الإعلام العالميَّة، فظهرت المدينة في بعض البرامج الشهيرة مثل برنامج «الهندسة المُتطرِّفة» (بالإنگليزيَّة: Extreme Engineering) المعروض على قناة ديسكڤري، والذي عرض التغييرات الجارية في المدينة.
تُشكِّلُ مدينة باكو القديمة، أو باكو المسوَّرة، كتلةً معماريَّةً واحدة متجانسة، فأغلب مبانيها الصامدة وسورها مبنيّ أو مُجدد خلال عهود الخلافات الإسلاميَّة، وقليل منها صامد منذ العهود السابقة للإسلام. ومُعظم الأسوار والأبراج في البلدة القديمة دُعِّمت بُعيد الغزو الروسي سنة 1806م. يُشكِّلُ هذا القسم من المدينة لوحة تصويريَّة متنوِّعة الألوان، فالبلدة شرقيَّة الطراز بالمقام الأوَّل: أحيائها ضيِّقة تُشكِّلُ متاهةً لغير قاطنيها، وشوارعها مرصوفة بالحجارة والبلاط، وأبرز معالمها قصر الشروانشاهانيين، وخانين كاروانسرايين، وعدد من الحمَّامات، ومسجد الجمعة (الذي كان قد تحوَّل إلى معرض وطني للسجَّاد لفترة من الزمن قبل أن يُعاد تحويله إلى مسجد). في قلب البلدة القديمة أيضًا عشرات المساجد الصغيرة التي تفتقد لشارات تدل عليها وعلى هويَّتها.
أدرجت منظمة اليونسكو البلدة القديمة على قائمة مواقع التراث العالمي المهددة بالزوال عام 2003م، بعد أن رصدت أضرارًا كثيرة أصيبت بها عدَّة مواقع بعد زلزال سنة 2000، وبسبب إهمال السلطات المحليَّة لها، إضافة إلى الجهود «المُريبة» التي تُبذل للحفاظ عليها.

### المنتزهات والحدائق

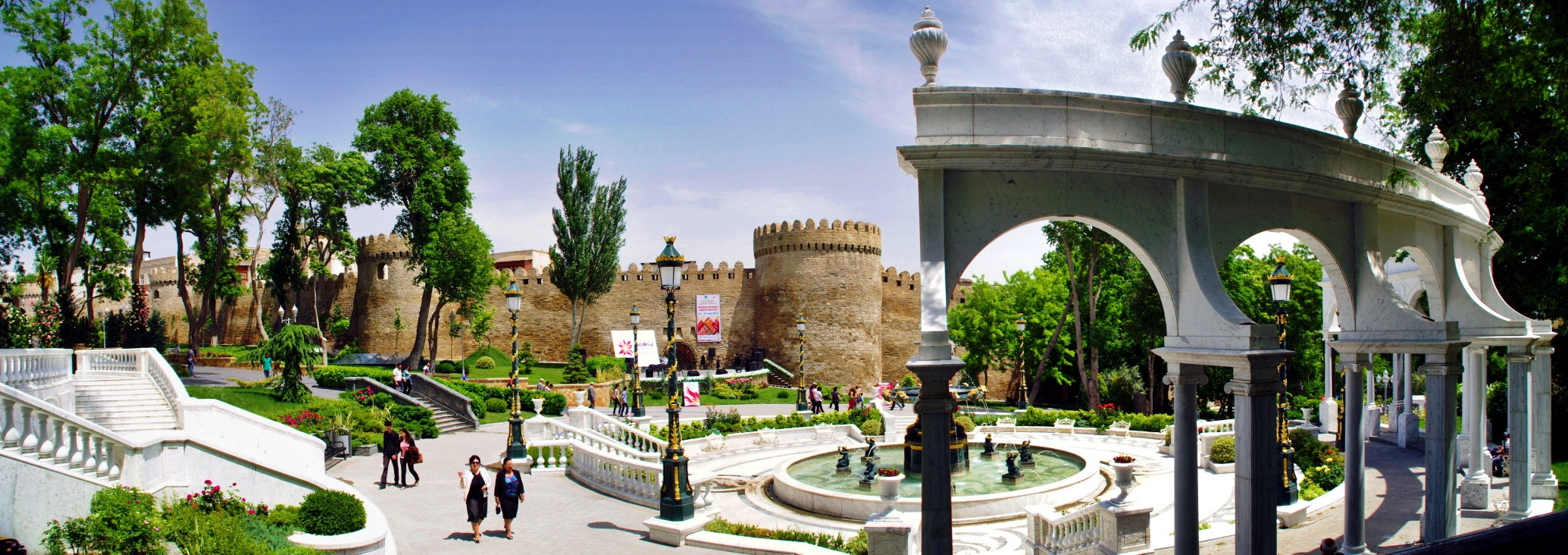
إحدى حدائق المدينة.

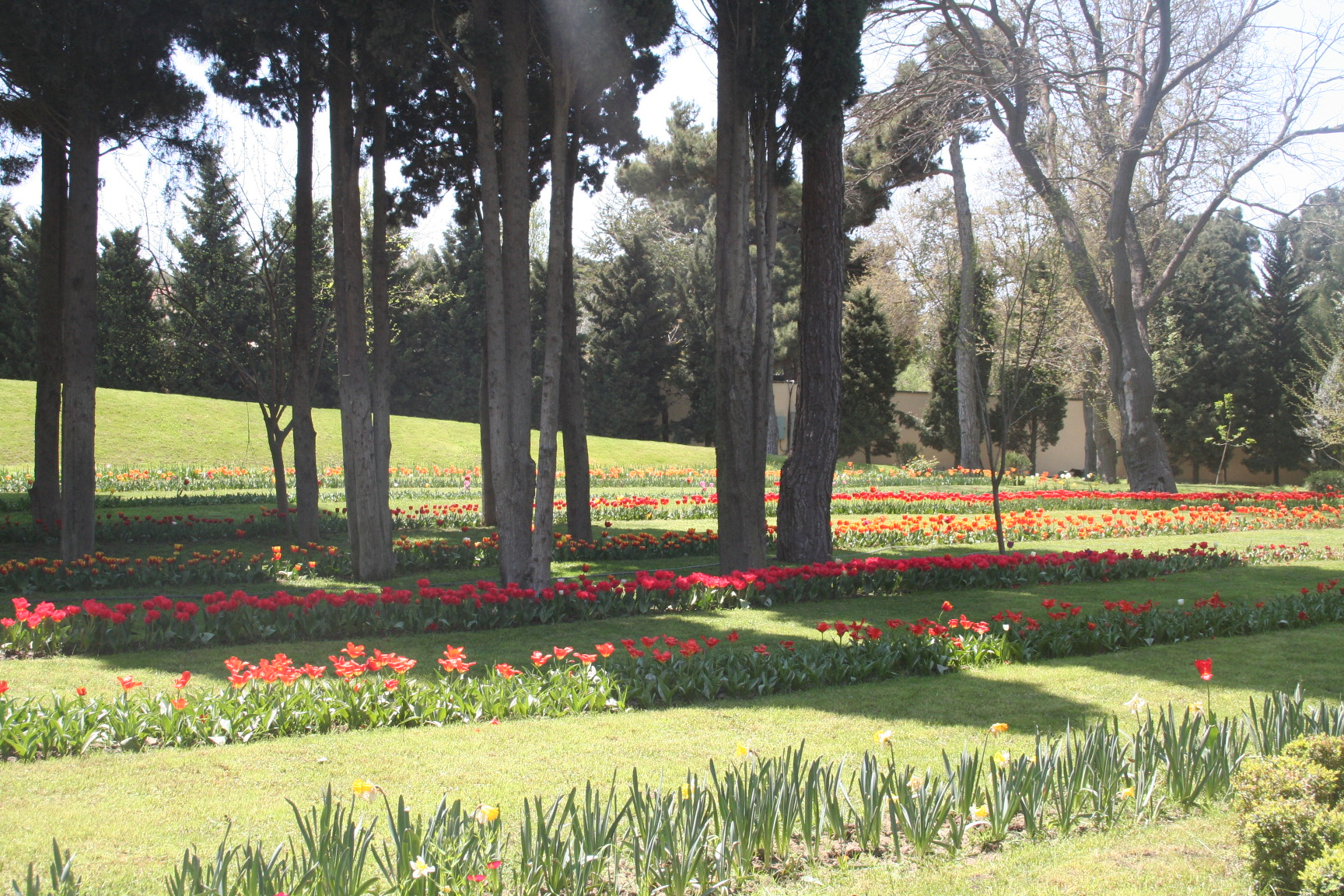
رواق الشرف، أحد أبرز حدائق المدينة.

تتمتع باكو الكبرى بمساحاتٍ شاسعة من المناطق الخضراء التي حافظت عليها الحكومة الوطنيَّة بصفتها أراضٍ مخصصة للمنفعة العامَّة، أو كونها مصنَّفة مناطق خضراء طبيعيَّة. غير أنَّ المدينة الرئيسيَّة تفتقد لحزامٍ أخضر أو لتطوير ذاك القائم حاليًا، نظرًا لاستمرار تدفق الأنشطة الاقتصاديَّة إلى العاصمة وما يُرافقها من تدفق للعقول والأيدي العاملة، الأمر الذي ينجم عنه قيام مشاريع عمرانيَّة إسكانيَّة في الضواحي، وتراجع للغطاء النباتي.
تعتبر جادَّة باكو إحدى أبرز منتزهات المشاة في المدينة، وهي تمتد بمحازاة واجهتها البحريَّة. تضم الجادَّة منتزهًا ترفيهيًا، وناديًا لليخوت، ونافورة موسيقيَّة، وتماثيل، ونصب تذكاريَّة. يُفضِّلُ مُربي الكلاب وهواة الهرولة التجوّل في هذا المنتزه عوض غيره من المنتزهات نظرًا لمساحته الكبيرة وأشجاره الكثيفة التي تضيف عليه رونقًا وجمالًا. يقع مركز المقام الدولي الأذربيجاني بالقرب من هذا المنتزه. من أبرز المنزهات والحدائق الأخرى: منتزه حيدر علييڤ، ومنتزه صمد ورگون، ومنتزه ناريمانوڤ، ورواق الشرف، وساحة النوافير، وممر الشهداء، والأخير كان يُعرف سابقًا باسم منتزه كيروڤ، وهو مُكرَّس لذكرى شهداء حرب ناغورنو قره باغ وقتلى السبت الأسود البالغ عددهم 137 شخصًا.

### الحياة الليليَّة

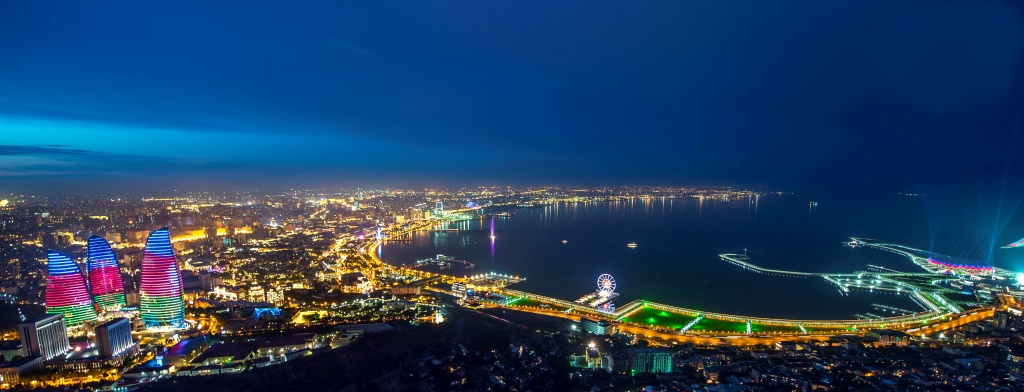
مدينة باكو ليلا

تفتخر باكو بحياتها الليليَّة الصاخبة، ففيها عدَّة نوادي ومرابع ليليَّة تبقى أبوابها مُشرَّعة حتى ساعات الفجر الأولى. بعض المرابع شرقيّ التصميم والأجواء، ويؤمن لروَّاده ميزات فريدة، منها المأكولات الأذربيجانيَّة والموسيقى الشرقيَّة، وبعضها الآخر غربيّ تقليدي، وهذا النوع الأخير من المرابع يستهدف جيل الشباب بالأخص والجمهور المحب للصخب بشكلٍ أعمّ. معظم الحانات والمشارب تقع قرب ساحة النوافير وغالبًا ما تبقى مفتوحة للعموم حتى ساعات الصباح الأولى. في المدينة أيضًا عدَّة مطاعم تتراوح من تلك الفخمة مرتفعة الأسعار، إلى العاديَّة المقبولة. حلَّت باكو في المرتبة الثامنة في دليل الكوكب الوحيد (لونلي پلانت) لأكثر المدن العشرة حيويَّةً في العالم.

### الموسيقى والإعلام

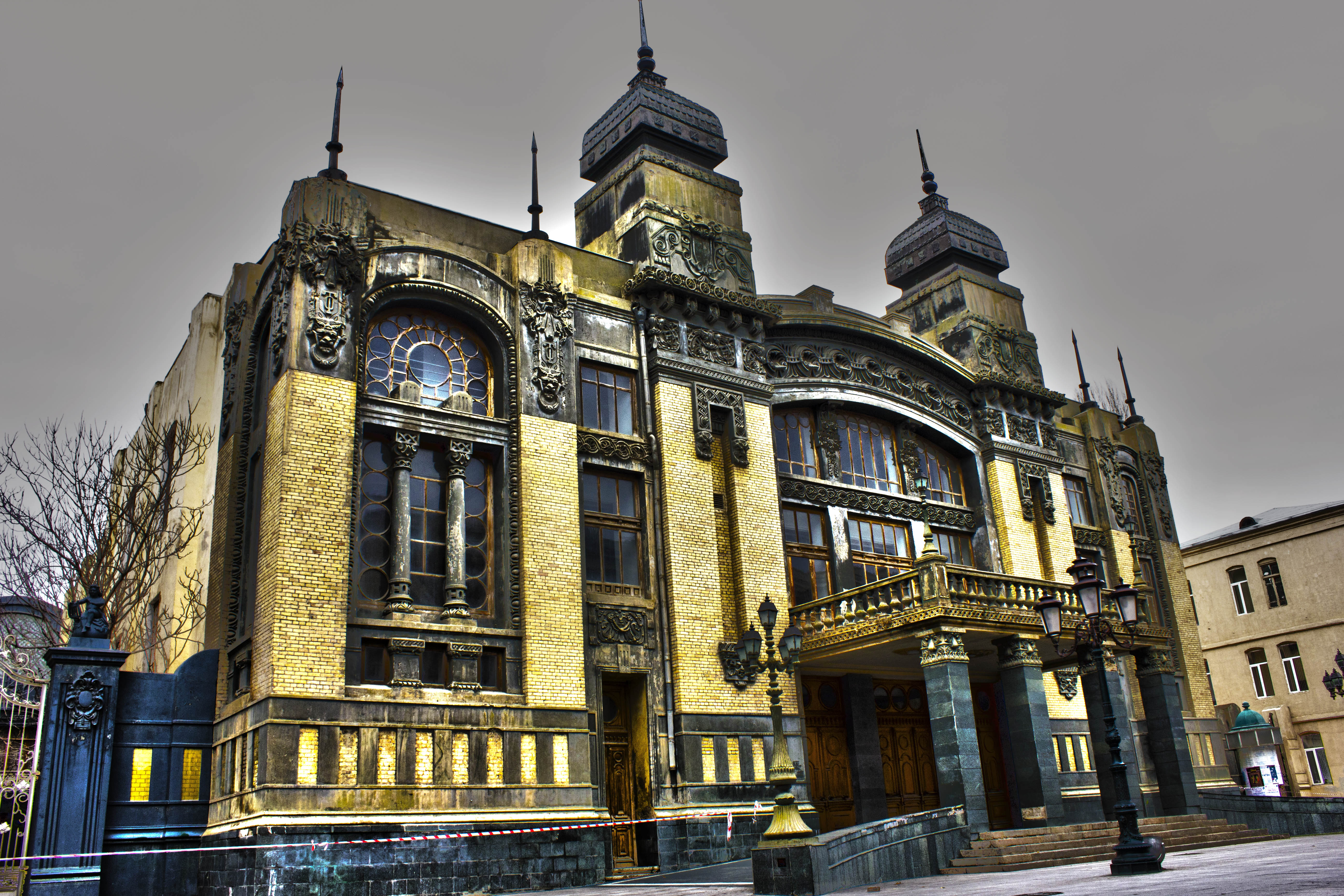
مسرح باكو للباليه والأوپرا.

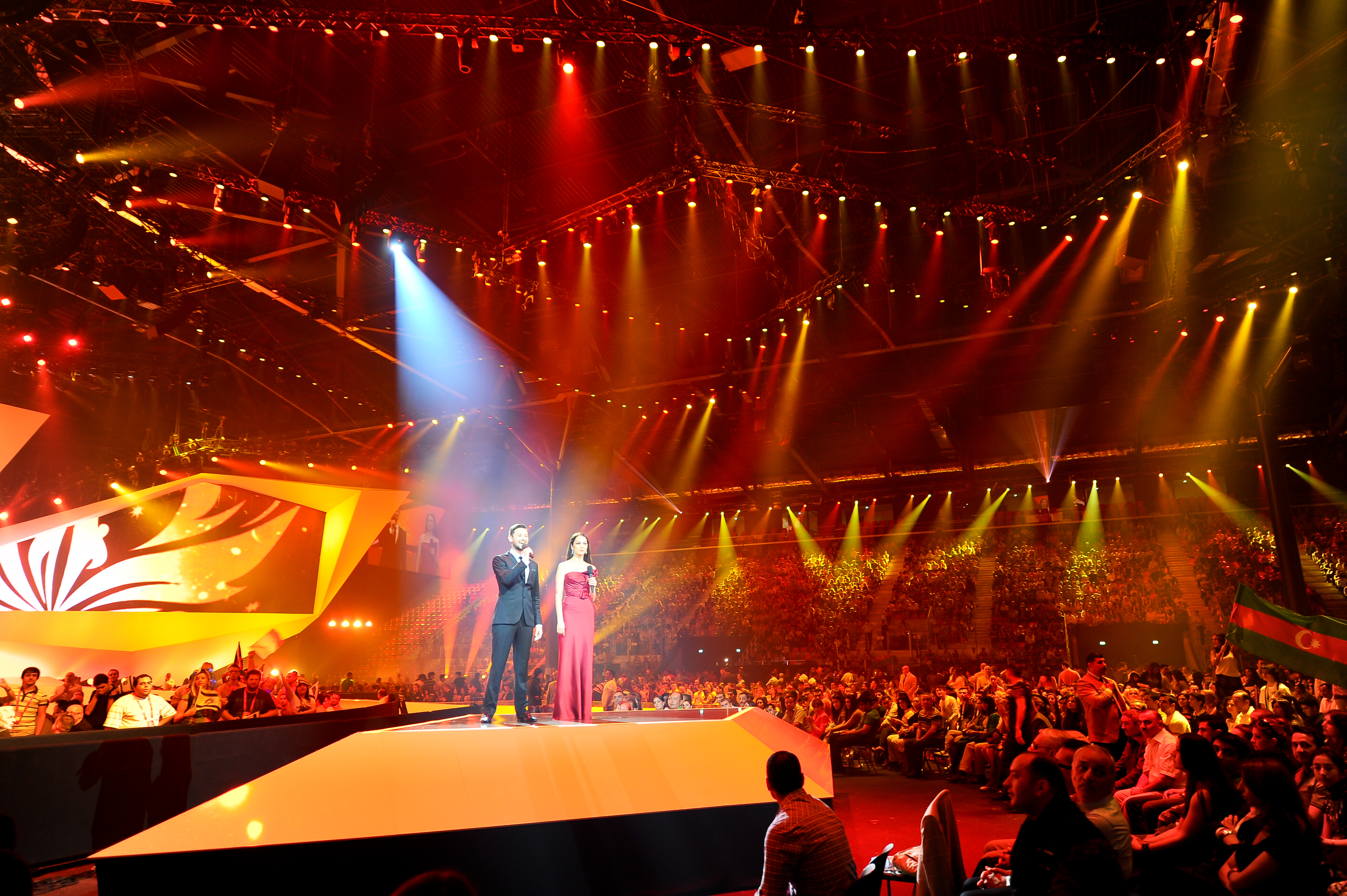
قاعة باكو الكريستاليَّة خلال إحدى مسابقات يوروڤيجن لعام 2012 م.

يُمكنُ تقفّي جذور الموسيقى الباكويَّة إلى قرونٍ بعيدة، وبالتحديد عندما أخذت المدينة تزدهر وتكبر خلال العصر الذهبي للإسلام. تُعتبر القرى التابعة إداريًا للمدينة منشأ موسيقى الميخانة والمقام في أذربيجان. وخلال السنوات القليلة المُنصرمة، أدّى نجاح بعض المطربين الأذربيجانيين مثل آيسل تيمورزاده، وصفورا علي زاده، وألنور حسينوڤ، وآرش، في مسابقة يوروڤيجن للأغاني، أدّى إلى إظهار باكو بمظهر المدينة حاضنة الموسيقى والمواهب الموسيقيَّة والغنائيَّة، مما لفت أنظار العالم إليها. استضافت باكو مسابقة يوروڤيجن لعالم 2012 م بعد فوز ممثلا أذربيجان ألدار ونگار بمسابقة سنة 2011 م.
شكَّل عام 2005م مُنعطفًا في تاريخ موسيقى الجاز بالمدينة. وقد كانت باكو مسقط رأس العديد من عمالقة الجاز، مثل: واقف مصطفي زاده، وعزيزة مصطفى زاده، ورفيق باباييڤ، وراين سلطانوڤ. يحتل معرض الجاز الدولي مكانة مرموقة من بين معارض باكو السنويَّة المميزة، ويحضره الكثير من ألمع المطربين والموسيقيين المشهورين بهذا النمط الموسيقي والغنائي. تعدّ باكو إحدى المراكز الدوليَة لموسيقى المقام، ومن أبرز مراكز هذه الموسيقى: مركز جادَّة باكو، وسراي گلستان، وقصر بوطة، والأخير هو أيضًا أحد أهم مراكز الفنون والمسارح الموسيقيَّة في المدينة.
أغلب الشركات الإعلاميَّة الأذربيجانيَّة (بما فيها التلفازيَّة والصحفيَّة والإذاعيَّة، مثل قناة ANS، وقناة أزد أذربيجان، وشركة البث التلفازي والإذاعي العموميَّة، وقناة ليدر) تتخذ من باكو مقرًا لها. تقع أحداث فيلم جيمس بوند لعلم 1999م حامل عنوان «العالم ليس كافيًا» (بالإنگليزيَّة: The World Is Not Enough) وفيلم الذراع الألماسيَّة (الروسية: Бриллиантовая рука) في المدينة، بالمقابل تمَّ تصوير عدَّة مشاهد من فيلم «الرجل البرمائي» (الروسية: Человек-амфибия) في البلدة القديمة. من أبرز المحطات الإذاعيَّة واسعة التأثير على الجمهور، والواقعة في المدينة: إذاعة ANS، والإذاعة العموميَّة، وإذاعة أنطين، وإذاعة برج FM، وإذاعة ليدر FM جاز. كانت إذاعة ANS إحدى أوَّل الإذاعات الخاصَّة والمستقلَّة التي تُبث على موجة FM في كامل منطقتيّ القوقاز وآسيا الوسطى، عندما تأسست خلال شهر مايو من عام 1994م. من أبرز الصحف والجرائد في المدينة: صحيفة الزمن اليوميَّة، وصحيفة العامل الباكوي، والصحيفة الإنگليزيَّة Baku Today، أي «باكو اليوم».

### الرياضة
تتخذ ثلاثة نوادي كرة قدم أذربيجانيَّة من باكو مقرًا لها، وهي: نادي نفطچي باكو، وFC باكو، وإنتر باكو، ويلعب الفريقان الأوَّل والثاني في ملعب توفيق بهراموڤ. فاز نادي نفطچي بستَّة ألقاب محليَّة، بينما فاز الناديان الآخران بلقبين لكلٍّ منهما على حدى. في باكو عدَّة نوادي أخرى تلعب في الدوري الممتاز الأذربيجاني، وفي عدَّة دوريَّات إقليميَّة، ومن تلك النوادي: AZAL PFC وراڤان باكو FC في الدوري الممتاز. من أبرز المشاريع الرياضيَّة جاري العمل عليها حاليًا: استاد باكو الأولمپي، وهو استاد مخصص للعب مباريات كرة القدم يقع في مستوطنة بيوك شور، ومن المخطط أن تصل سعته إلى 65,000 مقعد.
يُمثِّلُ باكو ثلاثة نوادي كرة سلَّة، هي: نادي گالا باكو، ونادي أذتوپ باكو، ونادي NTD ديڤون باكو، الذي يتخذ من قصر الألعاب اليدويَّة مقرًا له. المدينة مركز عدَّة نوادي كرة طائرة أيضًا، مثل: رابطة باكو، وأذريال باكو، ولوكوموتيڤ باكو، ونادي اقتصادچي، ونادي VC باكو.
شُيِّدت المرافق الرياضيَّة ذات الدرجة الأولى لاستضافة المباريات الرياضيَّة الداخليَّة، ومن تلك المرافق: قصر الألعاب اليدويَّة، ومُجمَّع حيدر علييڤ للرياضة والمعارض. وقد استضاف المجمَّع الأخير عدَّة مباريات وأحداث رياضيَّة، بما فيها: كأس العالم للسيدات تحت 17 سنة، وكأس أمم أوروبا في الجمّباز الإيقاعي لعاميّ 2007 و2009 م، وبطولة الجمّباز الإيقاعي العالمي لعام 2005 م، وبطولة العالم في المصارعة لعام 2007 م، وبطولة المصارعة الأوروبيَّة لعام 2010 م، وبطولة هواة الملاكمة لعام 2011 م، وكأس التحدي النسائي في الكرة الطائرة لعام 2009 م، وبطولة كأس الأمم الأوروبيَّة في التايكوندو لعام 2007 م. أخذت المدينة منذ بداية عام 2011 م تستضيف بطولة رابطة محترفات كرة المضرب في دورةٍ تُعرف باسم «كأس باكو».
تعتبر باكو أيضًا إحدى أبرز مراكز الشطرنج في العالم، إذ خرج منها عدد من الأساتذة الدوليين الكبار (مُتقني لعبة الشطرنج)، مثل: تيمور رجبوڤ، وڤوقار هاشموڤ، وگاري كاسپاروڤ، ورؤوف محمدوڤ، بالإضافة إلى الحكم الشهير فائق حسنوڤ. تستضيف المدينة دورات سنويَّة مثل سباق باكو لجائزة الشطرنج الكبرى، وكأس رئيس الجمهوريَّة، وبطولة باكو المفتوحة، وقد دخلت ضمن قائمة التصفيات لاختيار المدينة أولمپياد الشطرنج الثاني والأربعين سنة 2014 م.
من المُقرر أن تستضيف باكو دورة الألعاب الأوروبيَّة لعام 2015 م، حيث ستكون هذه أوَّل دورة ألعاب من هذا النوع في التاريخ. قدَّمت بلديَّة باكو مُناقصة لتستضيف دورة الألعاب الأولمپيَّة الصيفيَّة لعام 2016 م، وفي وقتٍ لاحق قدَّمت مناقصة أخرى لاستضافة دورة الألعاب الأولمپيَّة الصيفيَّة لعام 2020 م، غير أنها فشلت كلا المرتين في الترشّح لاستضافة الحدث.

## النقل

### السيَّارات

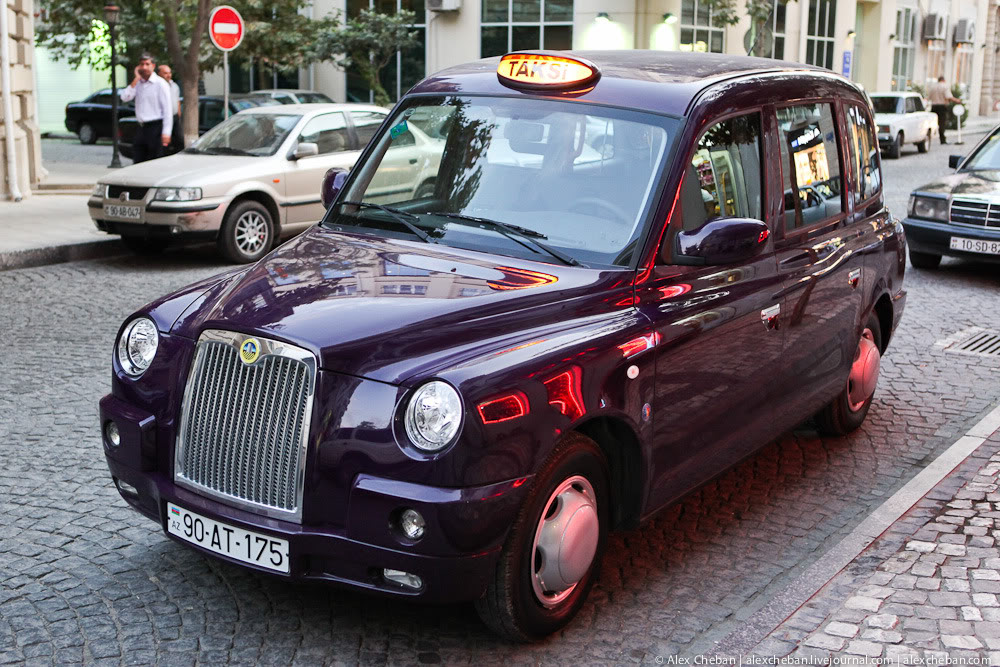
سيَّارة أجرة باكويَّة سوداء. وُضعت في الخدمة منذ عام 2011 م.

كانت قاطرات الخيل وترامات السكك الحديديَّة هي أبرز وسائل النقل في باكو قديمًا. ومنذ عام 2011 م، أصبح لِباكو سمة تميّزها عن باقي مدن أذربيجان، إذ طلبت شركة سيَّارات الأجرة الباكويَّة مجموعة من سيَّارات الأجرة السوداء بلغ عددها 1000 سيَّارة، ووضعتها في خدمة المواطنين، لتتشابه المدينة مع مدن بريطانيا الكبرى من هذه الناحية، كما صرَّحت وزارة النقل الأذربيجانيَّة عن خطتها القاضية بإدراج سيَّارات أجرة لندنيَّة ضمن طاقم سيَّارات أجرة المدينة. وقد بلغت كلفة هذا المشروع المُبرم بين منگانيز برونز البريطانيَّة وشركة سيَّارات الأجرة الباكويَّة حوالي 16 مليون جنيه استرليني.

### السكك الحديديَّة

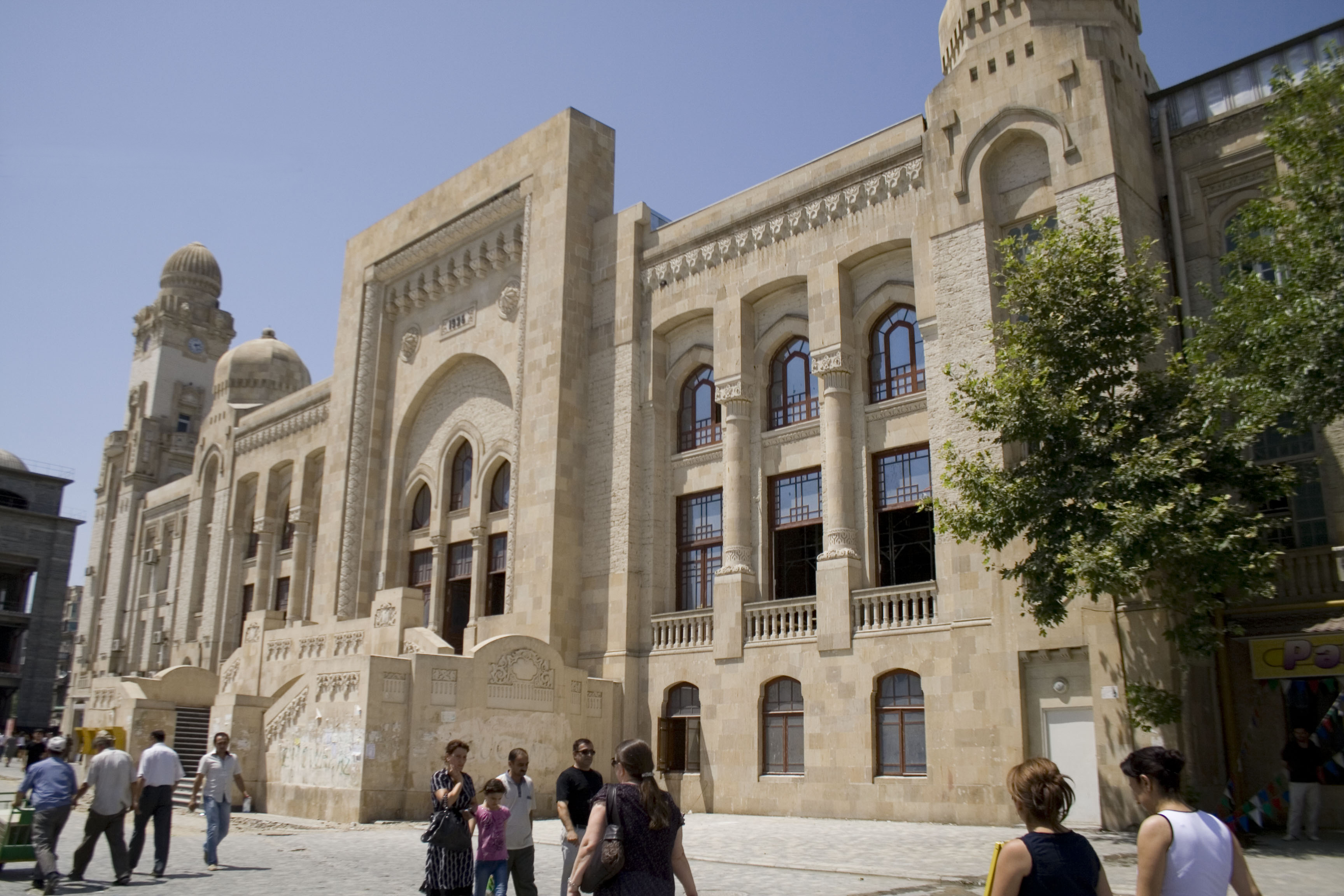
محطة قطارات باكو المركزيَّة.

يُعدّ خط قطارات أنفاق (مترو) باكو أحد أبرز وسائل النقل بالمدينة، وتشتهر أنفاق المدينة بفنِّها وجداريَّاتها وفسيفساءاتها وثريَّاتها المزخرفة. افتتح مترو باكو خلال شهر نوفمبر من عام 1967م، وهو يشتمل حاليًا على 22 محطَّة؛ وتشير الإحصائيَّات إلى أنَّ الأشخاص الذين استخدموا قطار الأنفاق خلال السنوات الخمس الماضية بلغ 170 مليون شخص. عام 2008م، أعلن رئيس مترو باكو طاغي أحمدوڤ عن وجود خطَّة تقضي بإنشاء 41 محطة جديدة على مدى السنوات السبع عشر التالية، لتصل خط الأنفاق بمجمَّع الحافلات والمطار الدولي. يجري العمل حاليًا على قدمٍ وساق لإصدار بطاقة ذكيَّة موحدة تُستخدم لدفع نفقات التنقّل عبر كافَّة الوسائل العموميَّة، غير أنَّ قطار الأنفاق هو نظام النقل الوحيد الذي يستخدم نظام دفع الأجرة المُستند إلى بطاقة.
محطَّة قطارات باكو المركزيَّة هي آخر محطات النقل الداخلي والدولي إلى المدينة، ومن المُقرر لها أن تتصل بالمشروع الضخم الذي يجري العمل عليه منذ عام 2007 م، وهو مشروع خط سكَّة حديد قارص–تفليس–باكو، والذي سوف يصل تركيَّا بجورجيا وأذربيجان. يصل الخط الأوَّل باكو بتفليس عاصمة جورجيا، ومن هُناك يركب المسافرون قطارًا إلى مدينة آخالكالاكي ثمَّ إلى قارص بتركيَّا.

### النقل البحري
يُعد النقل البحري أحد أكثر وسائل النقل حيويَّةً بالنسبة للمدينة، نظرًا لأنَّها مُحاطة كليًا ببحر قزوين. الحركة المِلاحيَّة لمرفأ باكو نشطة جدًا والسفن التجاريَّة دائمة التنقل من وإلى تركمان باشي في تركمنستان وبندر أنزلي ونوشهر في إيران. تؤمِّنُ عبَّارات الركَّاب والحافلات البحريَّة الطوَّافة الاتصال بين باكو وباقي مدن وبلدات شبه جزيرة أبشوران.
أُنشأ مرفأ باكو في سنة 1902م، ومنذ ذلك الحين وهو يُعتبر أعظم مرافئ بحر قزوين. يتمتع هذا المرفأ بستة مرافق: محطة الشحن الرئيسيَّة، ومحطة الحاويات، ومحطة العبَّارات، ومحطة النفط، ومحطة الركَّاب ومحطة أسطول الميناء. تصل سعة المرفأ الكليَّة إلى 15 مليون طن من الصب السائل، وحوالي 10 ملايين طن من البضائع الجافة. مع بداية عام 2010م، شرعت السلطات المُختصَّة بترميم ميناء باكو الدولي للتجارة البحريَّة، ومن المُفترض أن يجري الترميم على ثلاث مراحل وينتهي العمل بحلول سنة 2016 م. وقد قُدِّرت قيمة المشروع بحوالي 400 مليون دولار أمريكي. يفتح المرفأ أبوابه بدايةً من شهر أبريل وحتى نوفمبر أمام سفن الشحن حاملة البضائع إلى مرافئ أوروبا الغربيَّة وحوض البحر المتوسّط.

### الطرق السريعة
يصل الطريق الدولي M-1 والطريق السريع الأوروبي E60 باكو بباقي مدن أذربيجان وبأوروبا. وشبكة الطرق الدوليَّة المُحيطة بباكو متطوِّرة للغاية والعمل جارٍ على توسيعها واستمرار تطويرها على الدوام.

### النقل الجوّي
مطار حيدر علييڤ الدولي هو المنفذ الجوّي التجاري الوحيد للمدينة. افتُتحت محطة البضائع الجديدة في المطار خلال شهر مارس من عام 2005 م، وقد أُنشأت لتكون محور البضائع الرئيسي في بلدان اتحاد الدول المستقلَّة، وهي الآن إحدى أكبر المحطات وأكثرها تقدمًا من الناحية التقنيَّة في المنطقة. هناك أيضًا عدَّة مطارات عسكريَّة صغيرة أصغر حجمًا حول باكو، منها: قاعدة كالا الجويَّة، المخصصة لهبوط وإقلاع الطائرات الخاصّة الصغيرة، بالإضافة للمروحيَّات والطائرات المُستأجرة.

## الخدمات العموميَّة

### التعليم

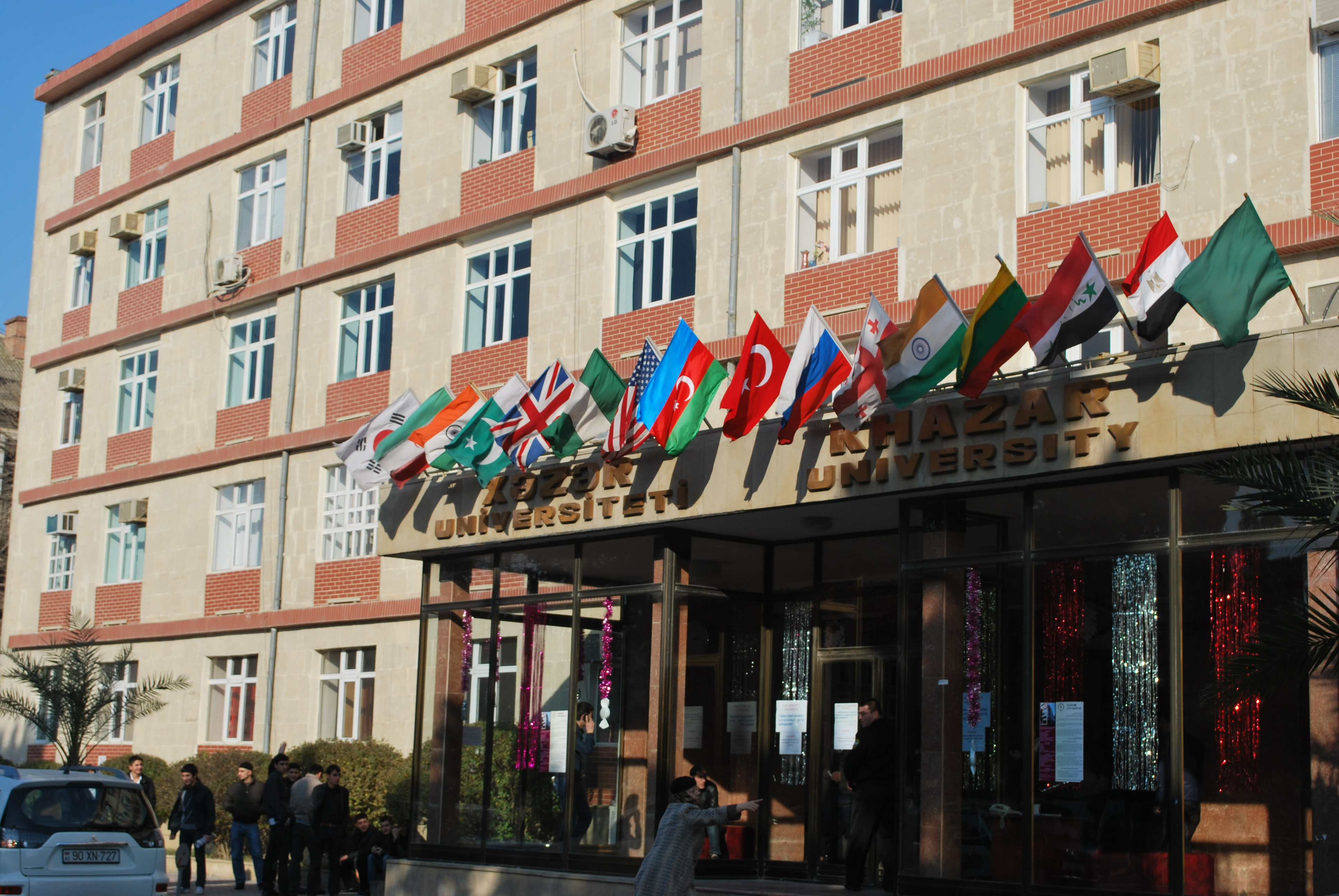
إحدى مباني جامعة الخزر، حرم بلدة صخور النفط.

في باكو عدد من الجامعات، والكليَّات، والمعاهد المهنيَّة. ويُلاحظ أنَّ أهم وأبرز جامعات أذربيجان المرموقة تقع في باكو، ومنها: جامعة باكو الوطنيَّة، وأكاديميَّة أذربيجان الوطنيَّة للنفط، وأكاديميَّة الإدارة العامَّة، وجامعة أذربيجان الطبيَّة، وأكاديميَّة أذربيجان الوطنيَّة للعلوم. من أعظم المؤسسات التعليميَّة الأخرى في باكو: جامعة أذربيجان الوطنيَّة الاقتصاديَّة، وجامعة أذربيجان التقنيَّة، وجامعة أذربيجان للهندسة المعماريَّة والبناء، وجامعة أذربيجان للغات، وجامعة باكو الصقلبيَّة، ومعهد أذربيجان للسياحة، وأكاديميَّة باكو للموسيقى. بعد انهيار الاتحاد السوڤييتي واستقلال أذربيجان، نشأت عدَّة مؤسسات تعليميَّة خاصَّة في البلاد عمومًا والعاصمة باكو خصوصًا، منها: جامعة القفقاس، وجامعة أودلار يوردو، وجامعة الخزر، والجامعة الغربيَّة. تتولّى مكاتب البلديَّة، أو الأقسام المحليَّة، إدارة روضات وحضانات الأطفال والمدارس الابتدائيَّة الرسميَّة.
في باكو عدد كبير من المكتبات العامَّة، يضم الكثير منها مجموعة واسعة من الوثائق التاريخيَّة العائدة للعهود الرومانيَّة والبيزنطيَّة والعثمانيَّة والسوڤييتيَّة، بالإضافة لأخرى تعود لحضارات مختلفة. أهم المكتبات من حيث مجموعة الوثائق التاريخيَّة: متحف نظامي للأدب الأذربيجاني، ومكتبة أذربيجان الوطنيَّة، ومكتبة الميرزا الأكبر المركزيَّة، ومكتبة صمد ڤرگون، ومكتبة باكو الرئاسيَّة.

### العناية الصحيَّة
تضم المدينة عدَّة مستشفيات خاصَّة وحكوميَّة، إلى جانب عياداتٍ ومختبراتٍ طبيَّة كثيرة. تتميّز أغلب هذه المنشآت الصحيَّة بمعدَّاتها التقنيَّة المتطوِّرة، التي ساهمت في الارتفاع المفاجئ لنسبة السياحة العلاجيَّة إلى المدينة، من الدول السوڤييتيَّة السابقة بالأخص، مثل جورجيا ومولدوڤا، التي تُرسل حكوماتها المرضى من ذوي الدخل المحدود إلى العاصمة الأذربيجانيَّة لتلقي العلاج وإجراء العمليَّات الجراحيَّة عالية التقنيَّة بتكلفةٍ غير باهظة.

## أبرز الأعلام
خرج من باكو العديد من الفنَّانين والعلماء والأدباء عبر مر الزمن، نظرًا لتاريخها العريق وتنوعها العرقي والإثني، الذي كان وليد موقعها المميز في القوقاز، والنتيجة الطبيعيَّة لكونها أكبر مدن هذا الإقليم. ومن أبرز وأشهر أعلامها:

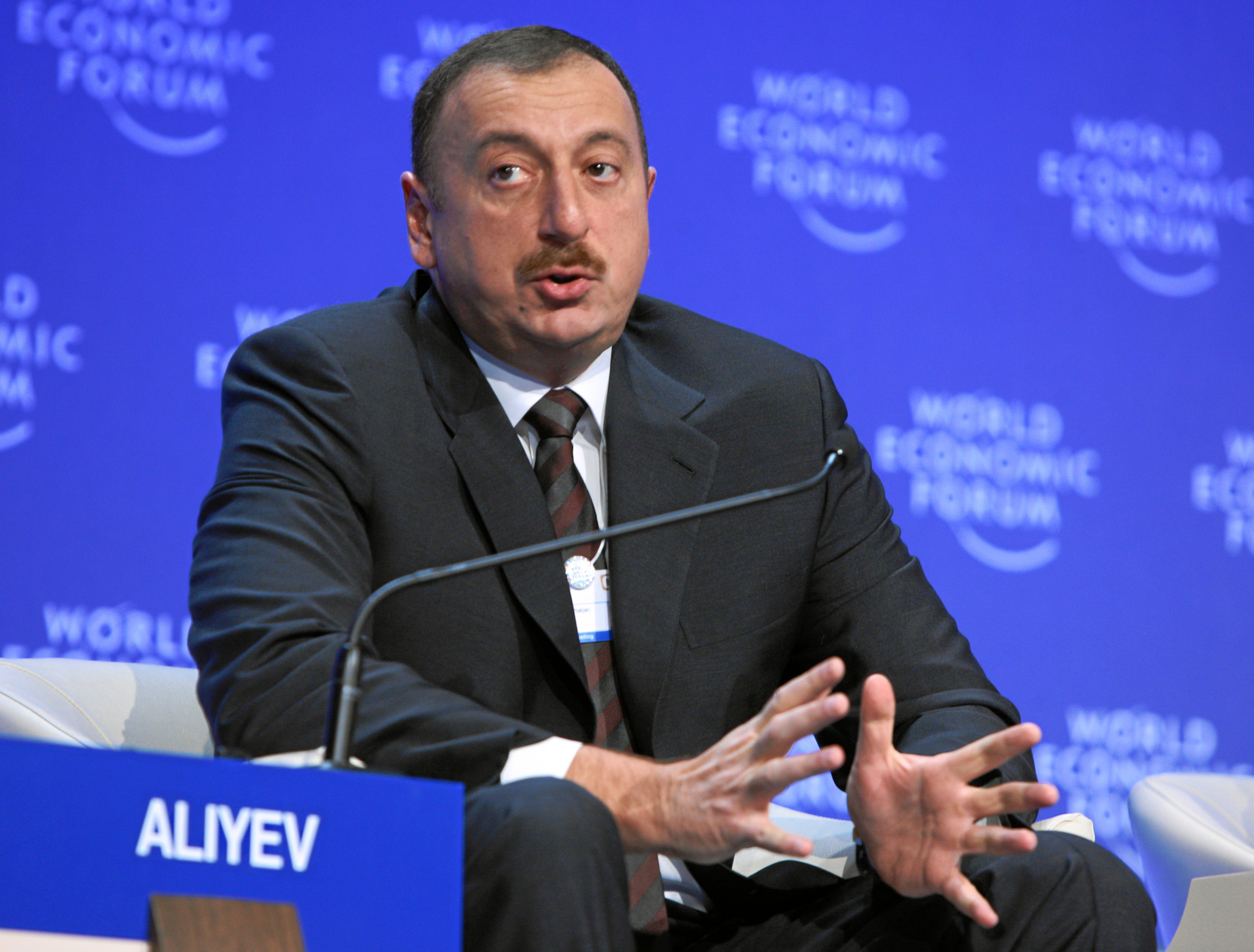
إلهام علييڤ، أحد أبرز أعلام باكو.

- الإمام المُحدِّث أبو عبد الله محمد بن عبد الله بن عبيد الله بن باكويه الشيرازي الباكوبي، الشهير بابن باكويه. أحد أهم مشايخ الصوفيَّة، وُلد في شيراز وانتقل إلى باكو في مرحلة لاحقة من حياته. صاحب ترجمة في أنساب السمعاني، واللباب للجزري.
- رستم إبراهيموبكوڤ، كاتب سينمائي وروايات دراميَّة ومُنتج أفلام. اشتهر في العالم الغربي إلى جانب روسيا وأذربيجان.
- ڤلاديمير منشوڤ، ممثل ومخرج روسي. اشتهر بدفاعه عن الطبقة الكادحة في أفلامه.
- كريم كريموڤ، مهندس طيران وفضاء جوّي راحل، وأحد أبرز الروَّاد في صناعة الفضاء السوڤيتيَّة، وشخصيَّةً محوريَّة في برنامج الفضاء السوڤيتيي.
- ليڤ لانداو، عالم فيزيائي راحل له مساهمات كبيرة في مجال الفيزياء النظريَّة. فاز بجائزة نوبل للفيزياء سنة 1962 م لتطويره نظريَّة رياضيَّاتيَّة تتعلق بالميوعة الفائقة.
- قارا أبو الفضل أوغلو قارايڤ، مؤلّف موسيقي بارز، ألَّف حوالي 110 قطع موسيقيَّة، منها ما يتعلَّق بالباليه والأوربرا والسيمفونيَّات والحجرات والپيانو والكاتنتا وغيرها.
- عُزير حجّي بكوڤ، مؤلّف موسيقي وقائد أوركسترا ومُعلّم ومُترجم ومحسن اجتماعي. يشتهر بكونه أبو الموسيقى الأذربيجانيَّة الكلاسيكيَّة والأوپرا، كما أنَّه هو من لحَّن موسيقى جمهوريَّة أذربيجان الديمقراطيَّة.
- مُسلم مقاموماييڤ، يشتهر بلقب «ملك الأغاني» و«سيناترا السوڤييتي». حصد إعجاب الأجيال وعُدَّ من أيقونات الطرب الأذربيجاني في دول الاتحاد السوڤييتي السابق. توفي سنة 2008م.
- إلهام علييڤ، رئيس أذربيجان الحالي، تولّى منصب الرئيس بعد وفاة والده حيدر علييڤ. يتولّى رئاسة الحزب الأذربيجاني الجديد والجمعيَّة الأولمپيَّة الوطنيَّة.
- تيمور رجبوڤ، لاعب شطرنج شهير، حاز على لقب أستاذ دولي كبير سنة 2001 م عندما كان يبلغ من العمر 14 سنة. حاز على المرتبة الأولى بين لاعبي الشطرنج في أذربيجان، والمرتبة الرابعة عالميًا.
- علي أصغر محمدوف، عالم لسانيات أذربيجاني، يعتبر مؤسس الاستعراب الحديث في أذربيجان.

## العلاقات الدوليَّة

### البلدات المتوأمة والمدن الشقيقة
باكو متوأمة مع المدن التالية:[حسب الترتيب الزمني]
|                  | الدولة           |  | المدينة  |  | الولاية / المُقاطعة / المنطقة / المُحافظة | التاريخ |
| ---------------- | ---------------- |  | -------- |  | --------------------------------------- | ------- |
| السنغال          | السنغال          |  | دكار     |  | منطقة دكار                              | 1967    |
| إيطاليا          | إيطاليا          |  | ناپولي   |  | كامپانيا                                | 1972    |
| العراق           | العراق           |  | البصرة   |  | محافظة البصرة                           | 1972    |
| البوسنة والهرسك  | البوسنة والهرسك  |  | سراييڤو  |  | إقليم سيراييڤو                          | 1975    |
| الولايات المتحدة | الولايات المتحدة |  | هيوستن   |  | تكساس                                   | 1976    |
| فرنسا            | فرنسا            |  | بوردو    |  | أكواتان                                 | 1979    |
| إيران            | إيران            |  | تبريز    |  | محافظة أذربيجان الشرقيَّة                 | 1980    |
| تركيا            | تركيَّا            |  | إزمير    |  | محافظة إزمير                            | 1985    |
| فيتنام           | ڤيتنام           |  | ڤونغ طاو |  | محافظة با ريا ڤونغ طاو                  | 1985    |
| الولايات المتحدة | الولايات المتحدة |  | هونولولو |  | هاواي                                   | 1998    |

### المدن الشريكة
- أبردين، اسكتلندا
- ماينتس، ألمانيا
- ستاڤانغر، النرويج

هُناك شراكات أخرى على مستويات مختلفة مع كلٍّ من: برلين، وباريس، وڤيينا، وتفليس، وأستانة، ومنسك، وموسكو، ڤولگوگراد، وكيزليار، وطشقند، وتشنغدو.

## مواضيع مرتبطة
- معركة باكو
- إستاد توفيق باكهراموڤ

## وصلات خارجيَّة
- صفحة باكو في موقع منظمة مواقع التراث العالمي.
- اليونيسكو تُدرج مدينة باكو المسوَّرة ضمن لائحة مواقع التراث العالمي.
- صور عن باكو.
- اليونيسكو/المجلس الدولي للمعالم والمواقع (29 أبريل 2003). "مهمَّة مشتركة بين اليونيسكو والمجلس الدولي للمعام والمواقع إلى مدينة باكو المسوَّرة" (PDF). يونيسكو/المجلس الدولي للمعالم والمواقع. مؤرشف من الأصل (PDF) في 2020-04-07.

| سبقه الإسكندرية، جيبوتي، لاهور | عاصمة الثقافة الإسلاميَّة 2009 | تبعه تريم |